# Estado púnico
El Estado púnico, también conocido al inicio de su historia como República cartaginesa y en su etapa final como Imperio cartaginés (púnico: 𐤒𐤓𐤕𐤟𐤇𐤃𐤔𐤕, pronunciación reconstruida *Qart-Ḥadašt, lit. "Ciudad nueva"; latín: Carthāgō), fue una civilización de la Antigüedad clásica que comprendía la ciudad de Cartago y sus territorios dependientes, desde lo que hoy es Túnez, hasta el norte de África occidental, hasta el centro-sur de la Europa meridional (península Ibérica e islas del entorno de la península itálica). Fundada alrededor del año 814 a. C. como una colonia de Tiro, fue una de las ciudades más ricas y poderosas de la antigüedad y centro de un importante imperio comercial y marítimo que dominó el Mediterráneo occidental hasta la mitad del siglo III a. C. Su idioma, cultura (literatura, arte) y religión provinieron de los fenicios. 
La ciudad de Cartago, fundada alrededor del 814 a. C., fue inicialmente una colonia fenicia (la palabra latina pūnĭcus ‘púnico’ significaba «fenicio», término que deriva del latín arcaico *poinikos y a su vez del griego Φοίνικες, phoínikes) que, tras la decadencia de su metrópoli (Tiro –incorporada al Imperio neobabilónico en el 573 a. C.–), se independizó y desarrolló una alianza o liga con otras ciudades púnicas del Mediterráneo occidental basada en la hegemonía de Cartago, la cual finalmente terminó integrando estas ciudades a sus dominios. Los cartaginenses se habrían denominado a sí mismos 𐤊𐤍𐤏𐤍𐤉, kenaʿani, (palabra emparentada con el término canaaneos). Su forma de Estado evolucionó desde una tiranía con ciertas características monárquicas, hasta un sistema plenamente republicano. La extensión territorial de sus dominios formaron lo que se conoce como el Imperio púnico o cartaginés.
En sus inicios su territorio comprendía únicamente la ciudad y una pequeña área a su alrededor, lo que obligó a los cartagineses a especializarse en el comercio marítimo para asegurarse las materias y recursos necesarios para la subsistencia. A partir del siglo VI a. C., los cartagineses fueron ocupando gradualmente la región que hoy identificaríamos con Túnez, que constituiría el corazón de la nación. Partiendo de esta área, que se suele denominar metropolitana, se expandieron para crear entre los siglos V y III a. C. un gran imperio mercantil. En su expansión absorbieron las factorías y ciudades fundadas por los fenicios y establecieron otras nuevas en Hispania, Sicilia, Cerdeña, Ibiza y en el norte de África, consolidando además su poder sobre las regiones de Numidia y Mauritania. Para el año 300 a. C., a través de su vasto mosaico de colonias, estados vasallos y estados satélites, Cartago controlaba el territorio más grande de la región, incluyendo la costa del noroeste de África, el sur de Iberia (España, Portugal y Gibraltar) y las islas de Sicilia, Cerdeña, Córcega, Malta y el archipiélago balear.
Entre las ciudades más grandes y ricas del mundo antiguo, la estratégica ubicación de Cartago permitía el acceso a abundantes tierras fértiles y a importantes rutas comerciales marítimas. Su extensa red mercantil llegaba hasta Asia Occidental, África Occidental y el norte de Europa, brindándole un complejo conjunto de mercancías provenientes de todo el mundo antiguo, además de lucrativas exportaciones de productos agrícolas y bienes manufacturados. Este imperio comercial era protegido por una de las mayores y más poderosas armadas del Mediterráneo antiguo, y por un ejército compuesto en gran medida por mercenarios y personal de apoyo extranjeros, especialmente íberos, baleáricos, galos celtas, sicilianos, italianos, griegos, númidas y libios.
Como el poder dominante en el Mediterráneo occidental, Cartago inevitablemente entró en conflicto con vecinos y rivales, desde los nativos bereberes del norte de África hasta la naciente República romana. Su crecimiento territorial y comercial causó por todo el Mediterráneo diversas guerras con las polis griegas. En esta época Cartago alcanzó su apogeo como la primera potencia económica y militar del Mediterráneo occidental. Tras siglos de conflicto con los Griegos Sicilianos, a finales del siglo III a. C.. entró en contacto con la otra gran república de su tiempo, Roma, la cual también estaba inmersa en un gran proyecto de crecimiento territorial. Las aspiraciones opuestas de ambas repúblicas provocaron el odio y una gran rivalidad entre ambos pueblos. Su enfrentamiento se materializó en tres conflictos, las guerras púnicas, que son consideradas como las más trascendentes de la Antigüedad clásica. Cartago resultó derrotada en cada guerra y los enfrentamientos no cesaron hasta el desmantelamiento de la República de Cartago y la destrucción de su capital en el 146 a. C.
A pesar del carácter cosmopolita de su imperio, la cultura y la identidad de Cartago siguieron arraigadas en su herencia fenicio-cananea, aunque en una variedad localizada conocida como púnica. Al igual que otros pueblos fenicios, su sociedad era urbana, comercial y orientada a la navegación marítima y el comercio; esto se ve reflejado en parte en sus innovaciones más famosas, entre ellas la producción en serie, el vidrio transparente, el trillo y los puertos llamados cothones. Los cartagineses eran famosos por su destreza comercial, sus ambiciosas exploraciones y su singular sistema de gobierno, que combinaba elementos de las democracias, la oligarquía y el republicanismo, incluyendo ejemplos modernos de controles y equilibrios.

## Historia

### Orígenes

Mapa de Fenicia y ubicación de Tiro.

Hasta la llegada de los fenicios a finales del II milenio a. C., las costas de Mauritania, Numidia y Libia fueron un territorio apartado de la civilización, escasamente poblado, sin grandes asentamientos y ajeno a la cultura del bronce. El establecimiento de factorías y colonias fenicias representó el primer contacto con una cultura superior, siendo incierto el momento inicial de este proceso.
Los fenicios en sus exploraciones y empresas comerciales, fundaron numerosas factorías y colonias en el norte de África, en Iberia y en las grandes islas del Mediterráneo occidental, cubriendo todo el litoral hasta Mogador. Algunas de ellas fueron el origen de ciudades como Útica, Medjerda, Hippo Regius, (Annaba), Tapso, (Ras Dimas), Lixus, Caralis, (Cagliari), Gadir,  (Cádiz), o Motia. Una de estas ciudades fue Cartago, situada estratégicamente en una península cerca de la actual ciudad de Túnez. A través de la acción comercial e influencia colonial fenicia, la vida urbana penetró en el litoral mauritano y númida, además del desarrollo intensivo de la agricultura con la introducción de la vid, el olivo y posteriormente el uso del hierro.
Existen numerosas fechas expuestas por los historiadores clásicos sobre la fecha fundacional de Cartago. La leyenda clásica cuenta que fue la princesa Dido quien la fundó en el año 814 a. C.. El consenso actual es afirmar que la ciudad fue fundada entre los años 825 a. C. y 820 a. C.
En la época de los primeros establecimientos fenicios, África del Norte estaba ocupada por importantes poblaciones libias, cuya continuidad con los bereberes del Magreb ha sido defendida por Gabriel Camps. Ha considerado que hubo un hiato cronológico muy importante y sobre todo oleadas de invasiones sucesivas demasiado numerosas como para no haber dejado huella en las poblaciones locales de forma perdurable. Los egipcios designaban a los libios con el nombre de Libu desde el siglo XIII a. C., como las poblaciones situadas inmediatamente al oeste de su territorio.
El origen de las poblaciones libias ha sido relatado por muchas leyendas y tradiciones, más o menos fantasiosas, algunos le atribuyen un origen medo, incluso persa, según Procopio de Cesárea. Mejor informado, Salustio evoca el origen de los libios en su Guerra de Yugurta. Estrabón describió las diferentes tribus, los diversos nombres no entrañan necesariamente una distinción étnica y no remiten, por consiguiente, a una unidad del poblamiento de esta región en el momento de la llegada de los fenicios.

### Hegemonía entre los púnicos y rivalidad con los helenos
La caída de Tiro en el siglo VII a. C. ante los asirios originó la huida de gran parte de su población hacia Cartago. Después de este suceso la ciudad gozó de un importante incremento demográfico, que a partir de entonces iniciaría la fundación de sus propias colonias como Eibshim en el 653 a. C.

Rutas comerciales fenicias.

Cartago heredó y alentó la rivalidad entre fenicios y griegos, una situación de conflicto provocada por la competencia comercial y que originó el surgimiento de áreas de expansión preferentes para unos y otros estados. Los primeros datos concretos acerca del conflicto entre fenicios y griegos se remontan a la expulsión de los fenicios de todas sus factorías en Creta y Chipre. Desde allí los helenos pusieron pie en Egipto, creando varias colonias en la Cirenaica. Los griegos de Cirene se consolidaron en el siglo VII a. C. como los grandes rivales iniciales por su ubicación en medio de la ruta africana hacia Fenicia. Las zonas de influencia de Cartago y Cirene fueron establecidas después de sangrientas guerras en la parte oriental de la Gran Sirte.
Tiro volvió a ser conquistada en el 573 a. C. por los babilonios. Con la progresiva debilidad de las metrópolis fenicias y la disminución de su influencia, los griegos se vieron libres de competencia y aprovecharon la situación para seguir colonizando las costas mediterráneas sin oposición alguna. Paralelamente, las relaciones comerciales entre las colonias fenicias occidentales se reforzaron, motivadas por la necesidad de seguir comerciando.

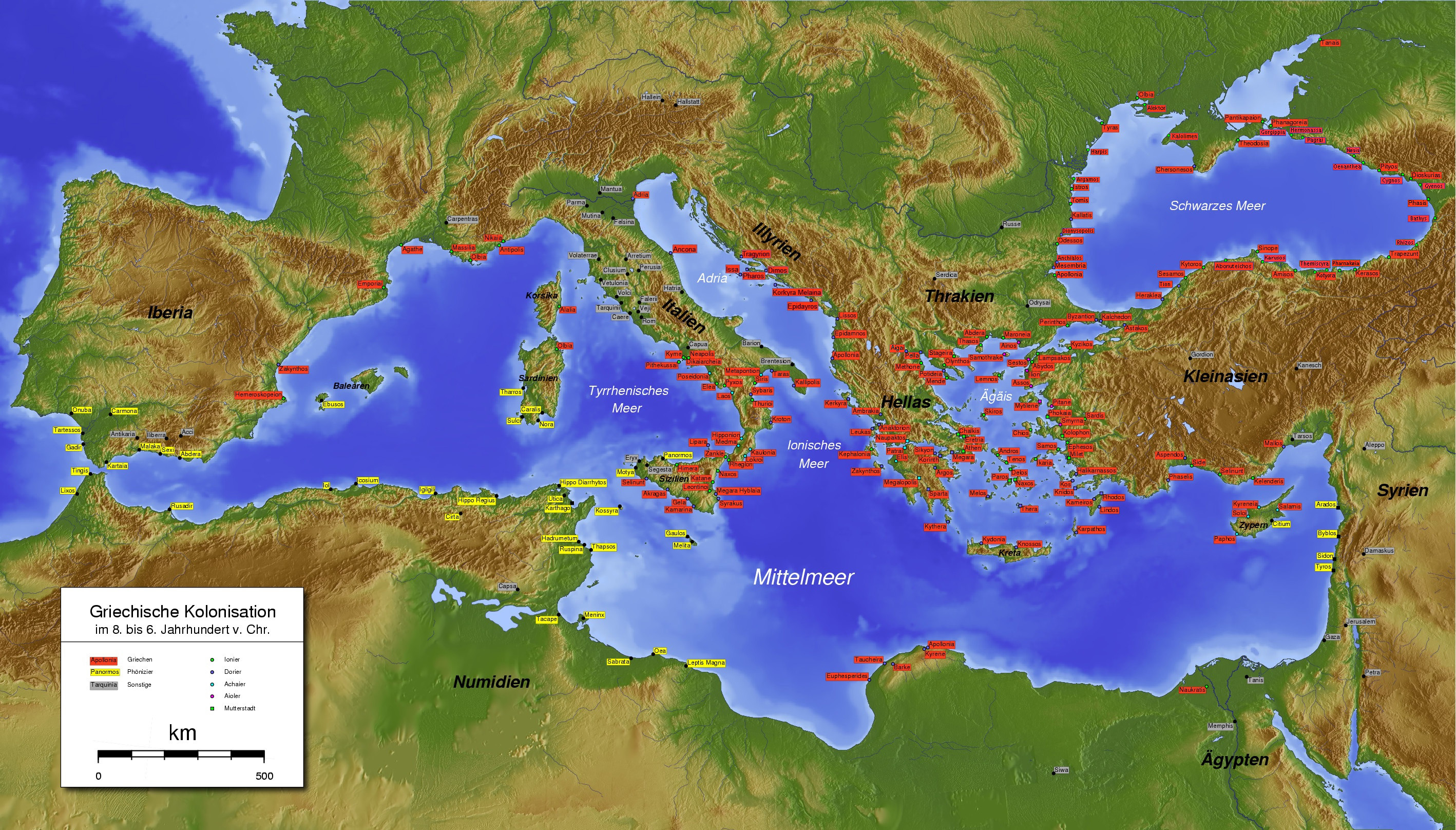
Colonias griegas.
Colonias fenicias.

En esta época los griegos se extendieron rápidamente por el sur de Italia y ocuparon la mayor parte de la Sicilia oriental. En muchos lugares su colonización absorbió o destruyó los pequeños establecimientos comerciales fenicios. Hay notables ejemplos de la expansión griega en el Mediterráneo en estas fechas, como las fundaciones de Selinunte (628 a. C.), Marsella (604 a. C.) o Agrigento (580 a. C.). Pero todos estos progresos se detuvieron repentinamente a finales del siglo VI a. C., según Theodor Mommsen, debido al ascenso del poder de Cartago.
A principios del siglo VI a. C., Cartago se erigió como potestad defensora militar y comercial del resto de las colonias fenicias, con la creación de una liga o confederación marítima que empezó a actuar como un instrumento y base de su poder naval. Durante los siglos siguientes, el control de las metrópolis fenicias sucesivamente por Babilonia y el Imperio persa, permitió a Cartago asumir el liderazgo sobre los fenicios occidentales, constituyendo sus propias redes comerciales con áreas preferentes. La agrupación de los púnicos en torno al poder de Cartago dio lugar al surgimiento de un imperio comercial en el norte de África, Tripolitania, Argelia, Marruecos y lugares de anterior implantación fenicia, como el sur de la península ibérica y Cerdeña. Desde mediados del siglo VI a. C. la situación entró en una nueva fase, en la que Cartago reforzó sus lazos con el mundo etrusco y afirmó su control sobre los asentamientos fenicios de Cerdeña y del litoral occidental de Sicilia. Estos hechos propiciaron el desarrollo demográfico y económico de los enclaves púnicos que hasta entonces, incluyendo los situados en Sicilia y que Tucídides describe, no eran más que simples factorías de comercio. Cartago inició un sistema de conquistas territoriales para frenar la expansión griega, fomentando la colonización y resistencia fenicias. Los cartagineses iniciaron una política más agresiva contra los helenos que se concretó con el comienzo de los primeros ataques contra las colonias griegas occidentales, apoyándose en alianzas con comunidades indígenas.
Los intentos cartagineses de parar la expansión griega y su determinación para ampliar su área de influencia provocaron continuos choques militares con los polis griegas. En el año 579 a. C. los cnidios y los rodios quisieron establecerse en Lilibea en medio de las colonias fenicias de Sicilia, fueron rechazados por una alianza de nativos y púnicos. En la batalla de Alalia, uno de los combates navales más antiguos que menciona la historia, se enfrentaron focenses con etruscos y cartagineses en el 535 a. C., obligando a los focenses a dejar Córcega y establecerse en la costa de la Lucania. Además restringieron los mares a las ciudades griegas con los tratados entre Etruria y Cartago y en el tratado descrito por Polibio del año 509 a. C., entre Cartago y la naciente República romana. Con todo esto, Cartago afirmó definitivamente su control en el Mediterráneo central y sur-occidental.
Cartago combinó su política defensiva con la búsqueda de nuevos recursos naturales, iniciando la explotación de los recursos pesqueros de los litorales, fabricando salazones y explotando salinas para exportar el garum. Se crearon numerosas factorías y colonias, exportando marfil, oro, estaño, púrpura y esclavos, e introduciendo entre los indígenas sus mercancías: vidrios, cerámicas, objetos de bronce o hierro, y tejidos de púrpura. Continuaron la labor civilizadora de los fenicios, con la difusión de la cultura púnica, como el alfabeto, la lengua y la religión. Durante el periodo de la influencia púnica en el norte de África, su población experimentó un proceso modernizador, extendiéndose los cultivos de la vid, el olivo, el trigo o la higuera, y la introducción de nuevas técnicas, como el arado de reja triangular forjado en hierro. Todo ello propició un aumento del desarrollo económico, demográfico y cultural. Indirectamente, los éxitos de Cartago y su poder favorecieron la aparición de hegemonías entre las ciudades griegas como forma de organizar la defensa común y la consolidación de algunos gobernantes autoritarios ante la amenaza cartaginesa.

#### Conflictos de Sicilia

Territorios sicilianos de Cartago antes de las guerras sicilianas.
Territorios conquistados en la primera guerra siciliana.
Máxima extensión cartaginesa en Silicia antes de la primera guerra púnica..

El éxito cartaginés a la hora de garantizar la supervivencia de los enclaves púnicos, restringiendo el mediterráneo occidental al otro gran pueblo mercantil y colonizador del Mediterráneo los griegos, llevó la situación a un conflicto latente en Sicilia que tuvo su cenit entre los siglos V y VI a. C.
A principios del siglo V a. C., Cartago, bajo el gobierno de su primer gran jefe militar Amílcar Magón, quien a su vez fue el fundador de la dinastía de los magónidas, extendió su influencia sobre la gran isla de Cerdeña y sobre las Islas baleares, fundando en Menorca una colonia llamada Portus Magonis y que hoy se llama Mahón. La primera gran guerra entre griegos-siciliotas y cartagineses estuvo motivada por las intenciones expansionistas de Amílcar Magón sobre Sicilia, tuvo lugar en el 480 a. C. coincidiendo temporalmente con la segunda guerra médica, que enfrentó al Imperio persa con Atenas y Esparta. Cartago armó su mayor fuerza militar hasta entonces bajo el mando del general Amílcar Magón, con la intención de conquistar Sicilia. Gelón, tirano de la colonia griega de Siracusa, amenazado por la presión púnica unificó a todos los helenos de la isla bajo su mandato y derrotó a los cartagineses en la batalla de Hímera. Esta derrota produjo una importante crisis política en Cartago que inició profundas reformas políticas.
Hacia el año 410 a. C. Cartago se había recuperado gracias a una serie de buenos gobernantes. Había conquistado gran parte del actual norte de Túnez, fundado nuevas colonias en el norte de África, promocionó el viaje de Magón a través del desierto del Sahara y el de Hannón el Navegante por la costa africana. Temporalmente las colonias ibéricas se independizaron, cortando el principal suministro de plata y cobre.
Aníbal Magón, el nieto de Amílcar Magón, retomó la antigua intención de su abuelo y comenzó los preparativos para instaurar el dominio púnico en Sicilia. En el 409 a. C. partió hacia Sicilia con su ejército y una gran flota. Consiguió tomar las ciudades de Selinunte e Hímera volviendo triunfante a Cartago con el botín de guerra. Pero motivó la ascensión de Dionisio I como tirano de Siracusa, que durante los años siguientes se dedicaría a preparar una alianza de las ciudades griegas contra Cartago. En el año 405 a. C. Aníbal Magón emprendió una segunda expedición tras su anterior y fructífera campaña. Esta vez se enfrentó a las fuerzas griegas en conjunto lideradas por Dionisio. Durante el sitio de Agrigento, la peste diezmó a las fuerzas cartaginesas sucumbiendo el mismo Aníbal Magón. Su sucesor Himilcón Magón, continuó con éxito la campaña rompiendo el sitio de Agrigento, tomó la ciudad de Gela y derrotó repetidas veces al ejército de Dionisio, pero en el asedio final de Siracusa las tropas de Himilcón sufrieron de nuevo y con más virulencia la peste, viéndose forzado a firmar una paz desfavorable antes de regresar a Cartago.
En el año 389 a. C. Dionisio rompió el tratado de paz y reuniendo a los griegos sicilianos bajo su bandera, atacó a los cartagineses conquistando gran parte de Sicilia incluyendo la fortaleza de Motia, arrinconando a los cartagineses en unas cuantas plazas al noroeste de Sicilia. Himilcón lideró otra vez una nueva expedición que recuperó Motia, tomó Mesina, y finalmente sitió Siracusa. El sitio se mantuvo hasta 397 a. C., pero fue abandonado en el 396 a. C. cuando los siracusanos incendiaron la armada que sitiaba Siracusa y una plaga volvió a diezmar las fuerzas cartaginesas. Su derrota significó el final del poder político de la familia de los Magónidas. El propio Himilcón se quitó la vida en Cartago después de hacer penitencia pública y proclamar sus faltas. Las derrotas sufridas en Sicilia provocaron gran malestar entre la aristocracia púnica, que buscó una reestructuración política de Cartago.
Durante los siguientes sesenta años, tropas cartaginesas y griegas se vieron envueltas en sucesivas batallas sin cambios notables. La frontera terminó fijándose en el río Halicos. En el año 315 a. C. Agatocles, un nuevo y ambicioso tirano de Siracusa, inició una política expansiva apropiándose de la ciudad de Mesina y en el año 311 a. C. invadió varias ciudades cartaginesas de Sicilia, sitiando Agrigento. Amílcar Magón, nieto de Hannón el Navegante, lideró la respuesta cartaginesa con enorme éxito. En 310 a. C. llegó a controlar casi por completo Sicilia y consiguió sitiar Siracusa. Desesperado, Agatocles organizó una expedición de 14 000 hombres atacando por sorpresa directamente Cartago por tierra firme, esperando salvar así sus posesiones en la isla. Consiguió un éxito relativo. Cartago se vio forzada a llamar a Amílcar que desplazó gran parte de su ejército desde Sicilia para hacer frente a la inesperada amenaza. Durante estos hechos Bolmilcar intentó dar un frustrado golpe de Estado y hacerse con el poder de Cartago. El ejército de Agatocles fue derrotado pero la debilidad y la inestabilidad política de Cartago permitieron que Agatocles, quien huyó a Sicilia tras su derrota, se las ingeniase para negociar un nuevo acuerdo de paz.

#### Guerra contra Pirro
Los años siguientes estuvieron marcados por la hegemonía del poder cartaginés en Sicilia y la expansión de Roma, lo que motivó que diversos soberanos helenísticos apoyasen preservar la influencia y el poder griego. Pirro de Epiro, valiéndose de sus recursos, tropas y fondos enviados en su apoyo, inició entre los años 280 y 275 a. C. dos grandes campañas en un esfuerzo por proteger y extender la influencia griega en el oeste del Mediterráneo, una contra el poder emergente de la República romana que amenazaba las colonias griegas del sur de Italia, la otra contra Cartago, en un renovado intento por mantener la influencia griega en Sicilia.
La concentración bajo un mismo mando de las ciudades griegas de Italia y de Sicilia tuvo como consecuencia inmediata la coalición de Cartago y Roma. Pirro consiguió desembarcar sin obstáculos en Sicilia levantando inmediatamente el sitio de Siracusa, reunió en poco tiempo todas las ciudades griegas de la isla, liderando la confederación siciliana arrebató a los cartagineses casi todas sus posesiones. Cartago apenas pudo mantener la fortaleza de Lilibea gracias a su escuadra. Tras conquistar Sicilia Pirro inició la construcción de una poderosa flota en los astilleros de Siracusa, con el fin de servir de lazo entre todas sus posesiones y garantizar su seguridad. Sin embargo su política interior minó su poder. Por ello algunas ciudades sicilianas se pusieron nuevamente de acuerdo con Cartago. Cartago volvió a enviar un ejército a Sicilia que hizo rápidos progresos. Pero salió derrotado cuando se enfrentó con el ejército epirota.
Pirro reanudó las hostilidades en Italia, pero sufrió una derrota naval que precipitó la caída del Reino Sículo-epirota. Las ciudades sicilianas abandonaron a Pirro y se negaron a suministrarle hombres y dinero. Finalmente fue derrotado en Benevento y regresó a Epiro dejando una pequeña guarnición en Tarento. Tras la muerte de Pirro, Tarento se entregaría a Roma en el año 272 a. C.

Tras retirarse derrotado de Sicilia: ¡Qué campo de batalla dejó para los romanos y los cartagineses!

Para Cartago, esto significó la vuelta al statu quo anterior. Para Roma sin embargo significó la captura de Tarento y el control de toda Italia. Viéndose reducida la influencia griega en el Mediterráneo occidental hubo una redistribución del poder quedando patente la rivalidad existente entre Cartago y Roma.

### Cartago enfrentada a Roma

#### Antecedentes

Imperio cartaginés:
Roma y sus aliados en el 265 a. de C.
Siracura en el 265 a. de C.
Cartago en el 265 a. de C.:
Pérdidas de Cartago (241 a. de C.)
Pérdidas de Cartago (Iberia, 202 a. de C.)
Conquistas progresivas de los reyes numidas (202-149 a. de C.)
Cartago en el 149 a. de C. en vísperas de la III Guerra Púnica
Conquistas púnicas temporales:
Iberia púnica (218-202 a. de C.)
Ciudades del sur de Italia que se pasaron a Aníbal

Cartago y Roma tuvieron buenas relaciones desde muy temprano. En el año 509 a. C., cuando Roma se hallaba aún bajo el gobierno de los reyes, Cartago firmó un tratado comercial con la incipiente República. En 348 a. C. el tratado fue renovado y en el año 270 a. C. Cartago y Roma formaron una alianza contra Pirro. Esta afinidad se debió a que ambas repúblicas tenían un enemigo común, los griegos.
Sin embargo, tras la derrota de Pirro, desaparecida la amenaza griega, se esfumó la amistad entre Cartago y Roma. En los siguientes años las ciudades griegas del sur de Italia fueron conquistadas por Roma, que se vio rodeada comercialmente por los territorios púnicos, que además de Sicilia dominaban Cerdeña y Córcega. Cartago por el contrario siguió teniendo enfrente a su antigua enemiga Siracusa, liderada por Hierón II, un antiguo y capaz general de Pirro.
Cuando murió Agatocles tirano de Siracusa, un gran número de sus mercenarios italianos llamados mamertinos quedaron ociosos. En vez de abandonar Sicilia tomaron la ciudad de Mesina y la dominaron durante veinte años, dedicándose a la piratería y al bandidaje. Los mamertinos se convirtieron en una creciente amenaza tanto para los intereses comerciales de Cartago como para los de Siracusa. En el año 265 a. C. Hierón II de Siracusa les hizo frente. Al encontrarse en inferioridad los mamertinos pidieron ayuda a los cartagineses, quienes accedieron ocupando la bahía de la ciudad con una flota, para posteriormente establecer una guarnición en Mesina. Los cartagineses negociaron con Hierón la retirada de su ejército. Los mercenarios incómodos por estar bajo la protección de Cartago y por la tranquilidad otorgada ante la desaparición de la amenaza Siracusana, terminaron sublevándose y expulsando la guarnición púnica. Posteriormente sufrieron un sitio conjunto por los ejércitos de Cartago y de Siracusa. Los mamertinos como soldados italianos, pidieron ayuda a Roma para expulsar a los cartagineses. Roma empleó este pretexto para intervenir y evitar el dominio púnico del estrecho de Mesina.

#### Primera guerra púnica
Roma forzó la situación a pesar del intento de Cartago por evitar el conflicto. En una operación relámpago y burlando a la poderosa flota cartaginesa, los romanos desembarcan en el 264 a. C. cerca de Mesina al mando del cónsul Apio Claudio Cáudex, obligando a los cartagineses a retirarse de Mesina.
Al conocer su intención, Hierón establece una alianza militar con Cartago. Ambos ejércitos ponen sitio a Mesina, pero los romanos rompen el asedio. Al año siguiente la propia ciudad de Siracusa queda sitiada por los ejércitos romanos. Hierón, ante la presión romana cambió de bando, estableciéndose un tratado por 15 años y reconociéndose tributario de Roma. Los romanos con la ayuda de Siracusa un año después tomaron Agrigento y pactaron al mismo tiempo una alianza con la ciudad de Segesta, lindante con el área cartaginesa de Sicilia occidental. Cartago decidió atacar a Roma en suelo itálico y envió una escuadra a Cerdeña para hostigar a los romanos, apoyándose en su superioridad naval. Roma sin tradición naval para contrarrestar a los cartagineses, armó rápidamente una importante flota en los astilleros de las ciudades griegas de Italia meridional. Los romanos vencieron en la batalla de Milas, año 260 a. C., y en la batalla del Cabo Ecnomo, 256 a. C.[cita requerida] Esta última fue la mayor batalla naval de la Antigüedad, enfrentándose las escuadras más poderosas que hasta entonces se habían conocido, en total más de 600 naves. Los éxitos en el mar permitieron la intervención romana en Córcega, con la toma de Aléria, y con un desembarco en las costas africanas, dirigido por el cónsul Marco Atilio Régulo. Pero el ejército desembarcado pasó el invierno en las proximidades de Cartago sin conseguir resultados positivos y finalmente fue derrotado en la batalla de los Llanos del Bagradas.
La guerra en el mar tomó un cariz desfavorable para los romanos, cuando una gran flota de naves enviada por el Senado romano en auxilio de los supervivientes de la batalla del Bagradas, sufrió en su vuelta una fuerte tormenta, que hundió gran parte de la flota sobreviviendo solo 80 naves de un total de 364. También con la derrota en la batalla de Drépano en el año 249 a. C., con lo que se estableció un cierto equilibrio momentáneo. En Sicilia, en el frente terrestre, Roma tomó Palermo en el 251 a. C. y el frente se estabilizó en torno al monte Erix y a Lilibeo, donde Amílcar Barca detuvo los intentos de avance romano. Roma revalidó su alianza con Siracusa en el 248 a. C., firmando un nuevo tratado de amistad y alianza con Hierón II, por el cual Siracusa dejaba de ser tributaria de Roma e Hierón se declaró amigo eterno de los romanos, consolidando así la alianza de Roma y las ciudades griegas. El Senado romano, reacio durante años a nuevas aventuras en el mar por los fracasos navales, volvió a ordenar crear una nueva fuerza naval. Ésta, dirigida por Cayo Lutacio Cátulo, consiguió en la batalla de las Islas Egadas una victoria decisiva. Cartago pidió la paz, a consecuencia de la cual tuvo que abandonar sus posesiones en Sicilia, comprometiéndose a respetar a Hierón de Siracusa y a una indemnización de guerra de 3200 talentos.

#### Guerra de los Mercenarios
La derrota cartaginesa se agravó con la sublevación de sus propios mercenarios. Al negarse inicialmente el senado cartaginés a pagar su sueldo, los mercenarios se alzaron en armas, apoyados por la mayoría de ciudades africanas, que veían en esta revuelta la oportunidad de sacudirse el yugo púnico.
La revuelta tuvo lugar en la ciudad de Sicca Veneria en el 241 a. C. Roma se mantuvo neutral, aunque apoyó comercialmente a la metrópoli. Sin embargo, aprovechó la situación para enviar un cuerpo expedicionario a Sardinia en el 238 a. C. Cartago protestó airadamente y preparó una expedición, a lo que Roma respondió declarándole de nuevo la guerra. Cartago no estaba en condiciones de vencer una guerra en dos frentes y renunció a las islas. Concedió una revisión del tratado de paz, aumentando la indemnización de guerra en 1200 talentos suplementarios. No llegó a existir un enfrentamiento armado entre ambas potencias. La victoria final del ejército de Cartago, dirigido por Amílcar Barca, no mejoró la situación. Las pérdidas humanas y económicas obligaron a Cartago a dirigir sus miras hacia nuevos territorios que colonizar, con lo que dio comienzo la conquista de la península ibérica.

#### Segunda guerra púnica
Cartago, para recuperarse de sus pérdidas territoriales inició una política de expansión en la península ibérica, apoderándose de las minas de plata de Cartagena y Andalucía, las más ricas del Mediterráneo en la Antigüedad. La empresa fue iniciada en el 237 a. C. por Amílcar Barca, que dominó casi toda Andalucía, y la continuó su yerno Asdrúbal, fundador de la ciudad Cartago Nova, actual Cartagena.

Zonas de influencia de Cartago y Roma antes de la segunda guerra púnica.

Roma observó con recelo la expansión púnica en Hispania, zona de importancia para ésta al considerarse protectora de las ciudades griegas de Masilia y Emporion, cuya área de penetración comercial alcanzaba la costa Este de Iberia. En el 226 a. C. se estableció un nuevo tratado según el cual el límite de las respectivas zonas de influencia se fijaba en el río Iberus, que tradicionalmente ha sido identificado con el Ebro. Aníbal asedió la ciudad aliada de Sagunto en la primavera del 219 a. C. tras una dura resistencia, tomó la ciudad a los pocos meses. Un año después, en la primavera del 218 a. C., Roma declaró la guerra.
Los cartagineses tomaron la iniciativa, inesperada y ambiciosamente. Aníbal trató de aplastar a los romanos llevando la guerra a su propio país, para lo cual el ejército cartaginés tuvo que realizar una expedición sumamente comprometida: partiendo de sus bases hispanas, atravesaron los Pirineos y después los Alpes con varios miles de hombres, caballos y algunos elefantes. Consiguió derrotar a los romanos en el río Tesino, el lago Trasimeno 217 a. C. y en la decisiva batalla de Cannas, donde quebrantó el poder militar romano dejando Italia indefensa, quedando libre el camino hacia Roma. Aníbal, posiblemente por insuficiencia de medios, no se atrevió al ataque directo a la capital, desviándose hacia el sur de Italia, con la esperanza de conseguir la sublevación contra Roma de los pueblos itálicos meridionales y las ciudades griegas. A pesar de la gran victoria de Cannas 216 a. C., Aníbal quedó finalmente inmovilizado. Entretanto, los romanos habían planeado una hábil contraofensiva. En el 218 a. C. un ejército desembarcó en la colonia griega de Emporion, en la costa catalana. Dos columnas, mandadas por Cneo y Publio Cornelio Escipión, después de establecer una sólida base de puente, consiguieron el dominio de la costa, donde establecieron la base de Tarraco. Con esto, el Nordeste de la península ibérica cortaba el enlace del ejército de Aníbal en Italia con las bases hispánicas. Los dos Escipiones fueron derrotados y muertos en su intento de penetración hacia Andalucía, pero en el 210 a. C. el hijo de Publio, Escipión el Africano, obtuvo nuevas victorias para Roma, con la toma de Cartago Nova en 209 a. C., golpe decisivo al control cartaginés en Hispania. Al año siguiente, Cádiz cambiaría de bando, uniéndose a Roma, quedando así todo el litoral mediterráneo peninsular en poder de los romanos.
Hallándose Aníbal en Italia sin posibilidades ofensivas y terminada la guerra en Hispania, Roma proyectó el asalto directo a Cartago. En el año 204 a. C. Escipión el Africano desembarcó en las proximidades de Útica, donde consiguió consolidarse con sus dos legiones y realizar una política de atracción de los indígenas númidas. Ante el grave peligro, los cartagineses llamaron a Aníbal, que pasó de Italia a Cartago en el 203 a. C. Los romanos y cartagineses se enfrentaron en la decisiva batalla de Zama en el 202 a. C., con la total victoria romana. Cartago pidió la paz, cuyas condiciones fueron muy duras: entrega de la marina de guerra, de los elefantes utilizados en el ejército, de los mercenarios itálicos, reducción del territorio cartaginés metropolitano y reconocimiento de la independencia del reino de Numidia, con el cual se comprometía a no entrar en guerra, renuncia a todas las posesiones hispánicas y una indemnización de guerra de 10 000 talentos, a pagar en 50 años. Ello representaba el fin de Cartago como gran potencia, y la hegemonía de Roma sobre el Mediterráneo occidental.

#### Tercera guerra púnica
Cartago cumplió el tratado y procuró rehacer su economía apoyándose en el comercio por mar y en una importante expansión de la agricultura, lo que despertó recelos en Roma. En especial, el grupo aristocrático conservador consideró necesario aniquilar a Cartago. Su portavoz fue Marco Porcio Catón, llamado «el Censor», cuyas arengas «anticartaginesas» son famosas, soliendo terminar todos sus discursos concienzudamente con la célebre frase:

Ceterum censeo Carthaginem esse delendam
Y además opino que Cartago debe ser destruida.
Marco Porcio Catón

La ocasión la proporcionaron los ataques del rey númida Masinisa, que hostigaba a los cartagineses sin que éstos pudieran responder, según las cláusulas del tratado citado. Cuando intentaron defenderse con las armas, Roma les declaró una guerra que no podían ganar. El final de la tercera guerra púnica supuso el fin del poderío cartaginés. La ciudad fue arrasada y su población exterminada, los pocos supervivientes fueron vendidos como esclavos. Las demás ciudades del norte de África que apoyaron a Cartago corrieron la misma suerte. En total, los romanos destruyeron cinco ciudades africanas de cultura púnica aliadas de Cartago. Las que se rindieron desde el comienzo de la guerra fueron declaradas libres y conservaron sus territorios. Las antiguas posesiones de Cartago constituyeron la nueva provincia romana de África, con capital en Útica, entregando algunos territorios a Masinisa por su ayuda a Roma durante la guerra. Este fue el final de Cartago, trágicamente destruida en el 146 a. C., al final de la tercera guerra púnica.

"El fuego devoraba y se llevaba todo a su paso, y los soldados no derrumbaban los edificios poco a poco, sino que los echaban abajo todos juntos. Por ello, el ruido era mucho mayor y, junto con las piedras, caían también en el medio los cadáveres amontonados. Otros estaban todavía vivos, en especial ancianos, niños y mujeres que se habían ocultado en los rincones más profundos de las casas, algunos heridos y otros más o menos quemados dejando escapar terribles gritos. Otros arrastrados desde una altura tan grande con las piedras, maderas y fuego, sufrieron, al caer, toda suerte de horrores, llenos de fracturas y despedazados. Y ni siquiera esto supuso el final de sus desgracias. En efecto, los encargados de la limpieza de las calles, al remover los escombros con hachas, machetes y picas, a fin de dejarlas transitables para las fuerzas de ataque, golpeaban unos con las hachas y machetes y otros con la punta de las picas a los muertos y a los que todavía estaban vivos en los huecos del suelo, apartándolos como a la madera y las piedras y dándoles la vuelta con el hierro, y el hombre servía de relleno a los fosos. Algunos fueron arrojados de cabeza, y sus piernas, sobresaliendo del suelo, se agitaban con convulsiones durante mucho tiempo. Otros cayeron de pie con la cabeza por encima del nivel del suelo y los caballos, al pasar sobre ellos, les destrozaban la cara o el encéfalo, no por voluntad de sus jinetes, sino a causa de su prisa, puesto que tampoco los que limpiaban las calles hacían todo esto voluntariamente..."
Apiano, Historia romana I, p. 129.

La destrucción de la ciudad representó el fin del Estado cartaginés. Su cultura permaneció en numerosas ciudades coloniales bajo el poder romano, conservándose parte de la herencia cartaginesa, en especial en los primeros siglos. El fenómeno es visible tanto en las islas Cerdeña e Ibiza como en la península ibérica y sobre todo en las costas de Argelia y Marruecos. Incluso la lengua fenicia perduró en la llamada zona metropolitana cartaginesa durante todo el Imperio romano.

## Cartago: la capital
Cartago estaba situada en una península comprendida entre el golfo y el lago de Túnez.
La ciudad estaba protegida por una triple muralla, la mayor de todas contaba con 25 m de altura y unos 10 m de anchura, situada en el istmo, a unos 4 km del mar. La propia muralla tenía cuarteles con capacidad para albergar a 20 000 infantes.
La zona alta se desplegaba partiendo de la colina de Byrsa, donde se hallaba la inexpugnable fortaleza del mismo nombre y el templo de Eshmún. En las laderas de la colina se encontraban las grandes residencias de la aristocracia cartaginesa. Se descubrieron restos de casas recubiertas por las cenizas del incendio de su destrucción, en el año 146 a. C. poseían características muy similares a las helenísticas, siendo un recinto con calles concéntricas. En el barrio Magón se observa una operación a gran escala de una remodelación urbanística del siglo III a. C., con el aprovechamiento del espacio que ocupaba la antigua puerta de la muralla, del siglo V, para construir viviendas de lujo. El barrio de Salambó era el centro político y económico de la ciudad, estaba unido al puerto comercial por tres avenidas descendentes, y en él se hallaba el foro principal y el ágora, donde se establecía un intenso comercio. Probablemente, el Senado de Cartago se reunía para tomar decisiones en algún edificio de este barrio. Cerca del foro se alzaba el templo de Tofet, donde se han descubierto miles de estelas y de urnas que contenían esqueletos de niños calcinados, así como una capilla del siglo VIII a. C. Otros templos importantes eran aquellos dedicados a Melqart, a Shadrapa, Sakon o Sid. Era la parte de la ciudad más próxima al mar, donde se encontraban el puerto comercial y el militar. Estaba dotada con almacenes suficientes para albergar las mercancías comerciales y por casas de la clase baja. Dentro del área defendida por las murallas, al noroeste de la ciudad, se hallaba el amplio suburbio de Megara, ocupado por casas rurales, campos de cultivo y jardines.

### Puertos

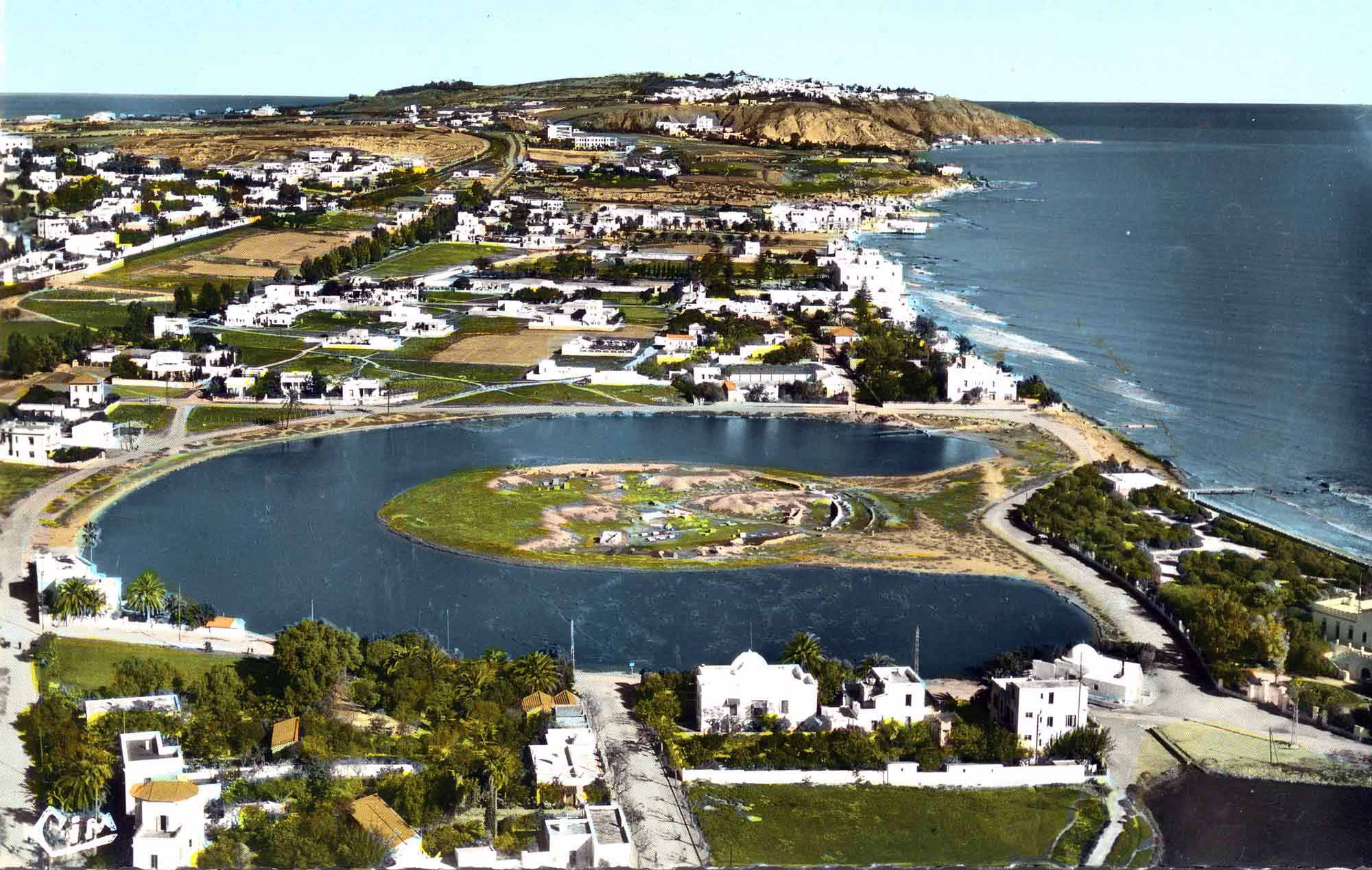
Laguna del puerto militar de Cartago, con el Islote donde se ubicaba el almirantazgo (1958).

La ciudad de Cartago poseía dos grandes puertos considerados maravillas para su época, el comercial y el militar, que le permitieron dominar militar y comercialmente el Mediterráneo occidental. El acceso a los puertos desde el mar venía facilitado por una entrada de unos 21 metros de ancho, que en caso de necesidad era cerrada con una cadena de hierro. Los dos puertos estaban unidos por un estrecho canal navegable. Fueron construidos artificialmente, en lo que fue una gran obra de ingeniería.
El puerto civil era de forma rectangular. Allí fondeaban las naves comerciales, que en su mayoría importaban garum, trigo, púrpura, marfil, oro, estaño y esclavos de las factorías, de las colonias y de las explotaciones agrícolas creadas en numerosos enclaves costeros a lo largo del Mediterráneo. Las exportaciones a otras ciudades, colonias o pueblos costeros nativos de las costas del Mediterráneo occidental fueron mercancías manufacturadas, vidrios, cerámicas, objetos de bronce o hierro, y tejidos de púrpura.
El puerto militar era de forma redonda y albergaba en su interior una isla artificial también circular. La isla era la sede del almirantazgo, y su acceso era restringido. El puerto militar según las fuentes clásicas podía albergar 220 barcos de guerra, y sobre los hangares se levantaron almacenes para los aparejos. Delante de cada rada se elevaban dos columnas jónicas, que dotaban a la circunferencia del puerto y de la isla el aspecto de pórtico. Los restos arqueológicos descubiertos han permitido extrapolar la capacidad de acogida del sitio: 30 diques en la isla del almirantazgo y de 135 a 140 diques en todo el perímetro. En total, de 160 a 170 diques, podían albergar tantos barcos de guerra como han sido identificados.
Por debajo de los diques de la dársena se situaban los espacios de almacenaje. Se ha supuesto que en cada dique podían tener cabida dos filas de barcos. En medio del islote circular, se situaba un espacio a cielo abierto, a cuyo lado se levantaba una torre. Los diques podían tener sobre todo la función de astillero naval.

## Sociedad
La población era mayoritariamente urbana y multiétnica, con fenicios procedentes de todas las colonias del Mediterráneo, así como sirios, egipcios, griegos de diversa procedencia, hispanos e itálicos, junto con un importante grupo bereber. Los matrimonios mixtos eran habituales.
Habituaban a llevar largas barbas sin bigote. Entre las vestimentas de los cartagineses se encontraba el turbante, solían utilizar un largo camisón que llegaba hasta los pies y utilizaban por calzado las sandalias. Los más ricos llevaban trajes elegantes con numerosos adornos. Las mujeres eran confinadas habitualmente en sus hogares y utilizaban velos.
La sociedad se dividía en quienes eran ciudadanos y los que no lo eran. Entre los ciudadanos había dos clases sociales. Los drrun («los grandes»), es decir, la aristocracia, ricos propietarios de tierra y grandes comerciantes con numerosos esclavos. Esta élite fijaba las políticas y las leyes de cada colonia. El otro grupo eran los srnum, a los que los autores latinos denominaron plebeyos, grupo formado por artesanos entre los que destacaban los dedicados a industrias textiles, a la metalurgia, y a los oficios del vidrio, de la madera y a los relacionadas con la construcción naval. No se conoce si esta distinción estaba plasmada en las leyes. Las inscripciones cartaginesas dejan constancia de que los altos cargos, como sacerdote, magistrado o general, eran muy habitualmente trasmitidos de padres a hijos de manera hereditaria, habiendo ejemplos de familias cuyos miembros desempeñan durante generaciones el cargo de sufete, diversas magistraturas o sacerdocios.
La mayoría de los habitantes eran pequeños campesinos, artesanos y mercaderes con escasas propiedades. A partir del siglo III a. C., se desarrolla una potente clase media que toma importancia en política, con la estandarización de las urnas. Esto se refleja en las inscripciones que dejan de incluir el predominio de largas genealogías en los cargos públicos. Incluso la clase media irrumpe con ofrendas en el Tofet, hasta entonces reservado exclusivamente a la aristocracia.
Los no-ciudadanos eran mayoritariamente indígenas libios sometidos y asimilados en cultura, denominados libio-fenicios. Estos vivían en las grandes extensiones dominadas por Cartago a lo largo de África y fueron utilizados como obreros agrícolas en las propiedades rurales de la aristocracia, dedicados sobre todo a cosechar cereales. La población libio-fenicia se sublevó en dos ocasiones contra los cartagineses, la primera en el 396 a. C. y la segunda en el 379 a. C.. También fueron enrolados en el ejército y empleados en la colonización de otros territorios.

## Religión

### Características
Los cartagineses como herederos de las tradiciones de los semitas occidentales, entre los que se encontraban los fenicios, creían en la existencia del alma y del espíritu. El espíritu se solía interpretar como una sombra, portador del aliento de vida de procedencia divina. La religión para los cartagineses formaba parte de su vida cotidiana y de su cultura, solían mostrarse profundamente piadosos y notablemente conservadores en sus creencias y en sus prácticas. Todo su panteón de dioses procedía de su herencia fenicia con ciertas influencias helénicas y egipcias.
Inicialmente los cartagineses preservaron de Tiro sus creencias religiosas y durante su edad inicial no se establecieron diferencias con respecto a la ciudad fundadora, si bien no existe abundante documentación hasta el siglo V a. C. En esta primera etapa la deidad más importante debió ser Melqart, señor de Tiro, a cuyo templo se enviaba desde Cartago anualmente una ofrenda de la ciudad. Pero esta tradición se abandonó durante el siglo VII a. C., y a partir del siglo siguiente comenzaron a observarse peculiaridades específicas de Cartago. La principal es que los dioses más venerados pasan a ser Baal y Tanit.
Otra característica de la religión cartaginesa es haber conservado la práctica de los sacrificios humanos, desaparecida en Fenicia. El sacrificio consistía en ofrecer la vida del primogénito al dios Baal Hammón en el rito del Molk. La práctica persistió hasta los días mismos de la caída de Cartago. Según Diodoro, la estatua del Molk era de bronce. Sus brazos abiertos llegaban hasta el suelo y los niños que en ellos se depositaban caían en un horno ardiendo. Este rito se practicaba dentro del Tofet, recinto en el cual posteriormente se depositaban los huesos calcinados de los sacrificados. Esta práctica es mencionada por Plutarco, así como Tertuliano y Diodoro Sículo. No así por otros historiadores como Tito Livio o Polibio. Las excavaciones arqueológicas modernas parecen haber confirmado la versión de Plutarco, estimándose en 20 000 las urnas depositadas entre el 400 a. C. y el 200 a. C. en el cementerio de niños en el Tofet. Las urnas contenían huesos de recién nacidos y, en algunos casos, de fetos y niños de dos años, indicando que si el niño nacía ya muerto, el hijo más joven debía ser sacrificado por los padres. Otras teorías defienden que, simplemente, se trata de los restos calcinados de hijos que fallecieron de muerte natural. A la vista de otras evidencias halladas en Canaán, esta teoría parece menos probable.
Parece que el lugar elegido para el Tofet fue el mismo donde se inmoló la reina fundadora de la ciudad, Dido o Elisa. Es, quizá, por esa inmolación que apareció la tradición del Tofet. Tiene cierta similitud el caso de la mujer de Asdrúbal, el general derrotado en la última guerra púnica, que se lanzó a las llamas con sus hijos desde lo alto del templo de Eshmún, último bastión de la resistencia cartaginesa, cuando los soldados romanos ya habían entrado en la ciudad.
El orientalista alemán Gesenius describió detalladamente al pueblo púnico, definiéndolo como un pueblo profundamente religioso. La religión presidía todos sus actos, al nacer un niño se le colocaba bajo la protección de una divinidad, imponiéndole su nombre. Nunca iniciaban una empresa sin pedir antes la protección de los dioses. Todo acontecimiento positivo o negativo debía tener su sacrificio de gratitud o expiatorio. En sus navegaciones o en la guerra llevaban consigo sus dioses penates. En los campamentos militares siempre se colocaba en el centro el santuario, al igual que los hebreos, a quienes vemos siempre acompañados del Tabernáculo al marchar contra el enemigo. En cada nueva colonia fundada, el primer edificio público que se levantaba era el templo.
Los cartagineses creían en el poder y existencia de los espíritus, otorgándoles la capacidad de albergar intenciones y de ocasionar un mal o daño físico. Se protegían mediante la utilización de talismanes o amuletos con formas humanas, los que han sido encontrados muy frecuentemente en las excavaciones de la necrópolis púnicas. Su procedencia solía ser egipcia como el ojo oudja, el uraeus, la representación del dios Ptah y las de Bes y Anubis. Lo que es una evidente muestra de la influencia egipcia en Cartago.
Tenían también su culto de los muertos y respetaban los túmulos. Jamás hicieron la guerra por proselitismo, ni tuvieron vocación de expandir su culto a los indígenas que sometían. Las funciones sacerdotales no eran hereditarias entre los cartagineses; las desempeñaban por lo general los nobles, y eran signos de distinción que solían ir unidos a otros cargos importantes.

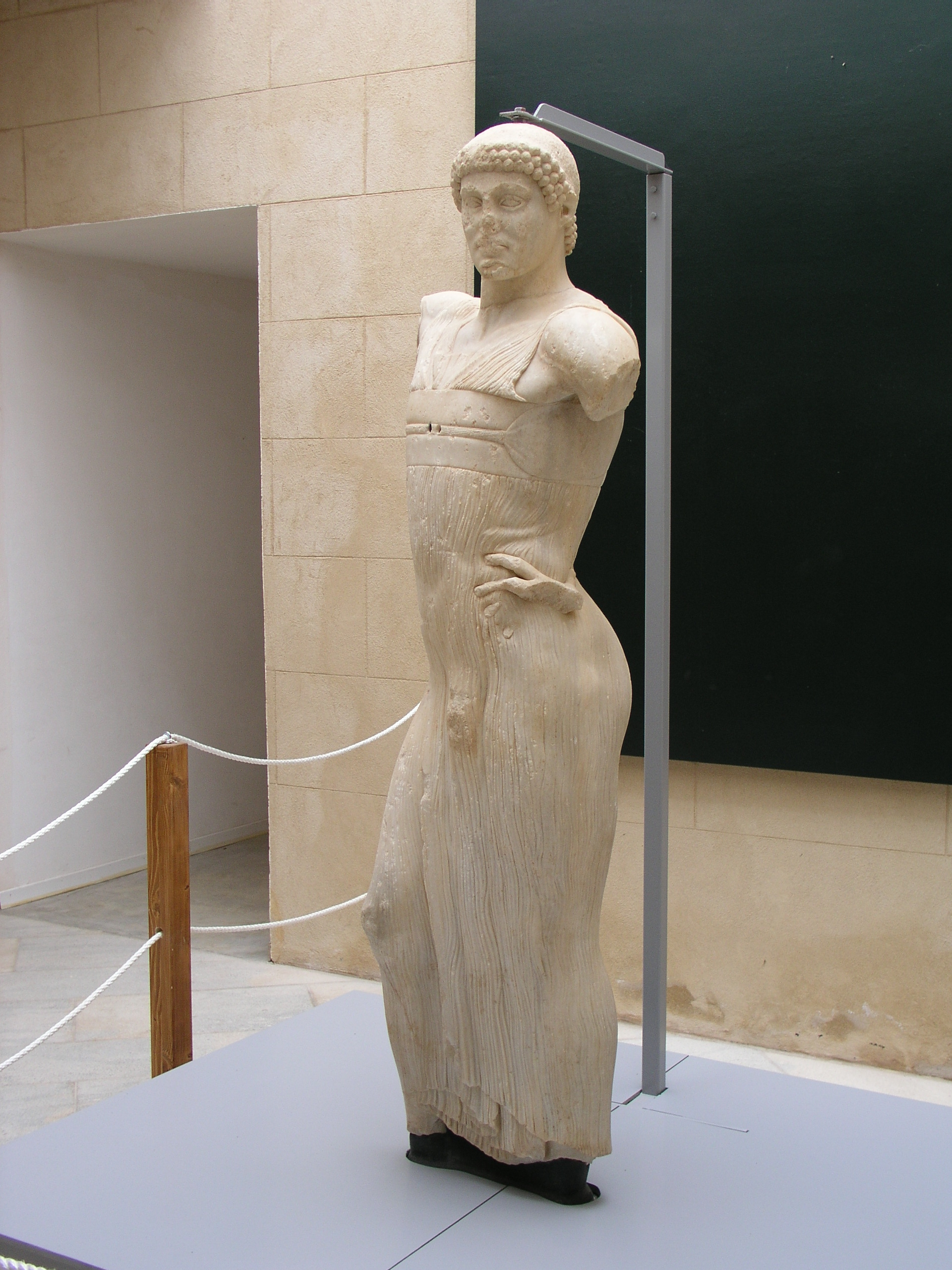
Representación de Melkart, conocida como el Efebo de Motia.
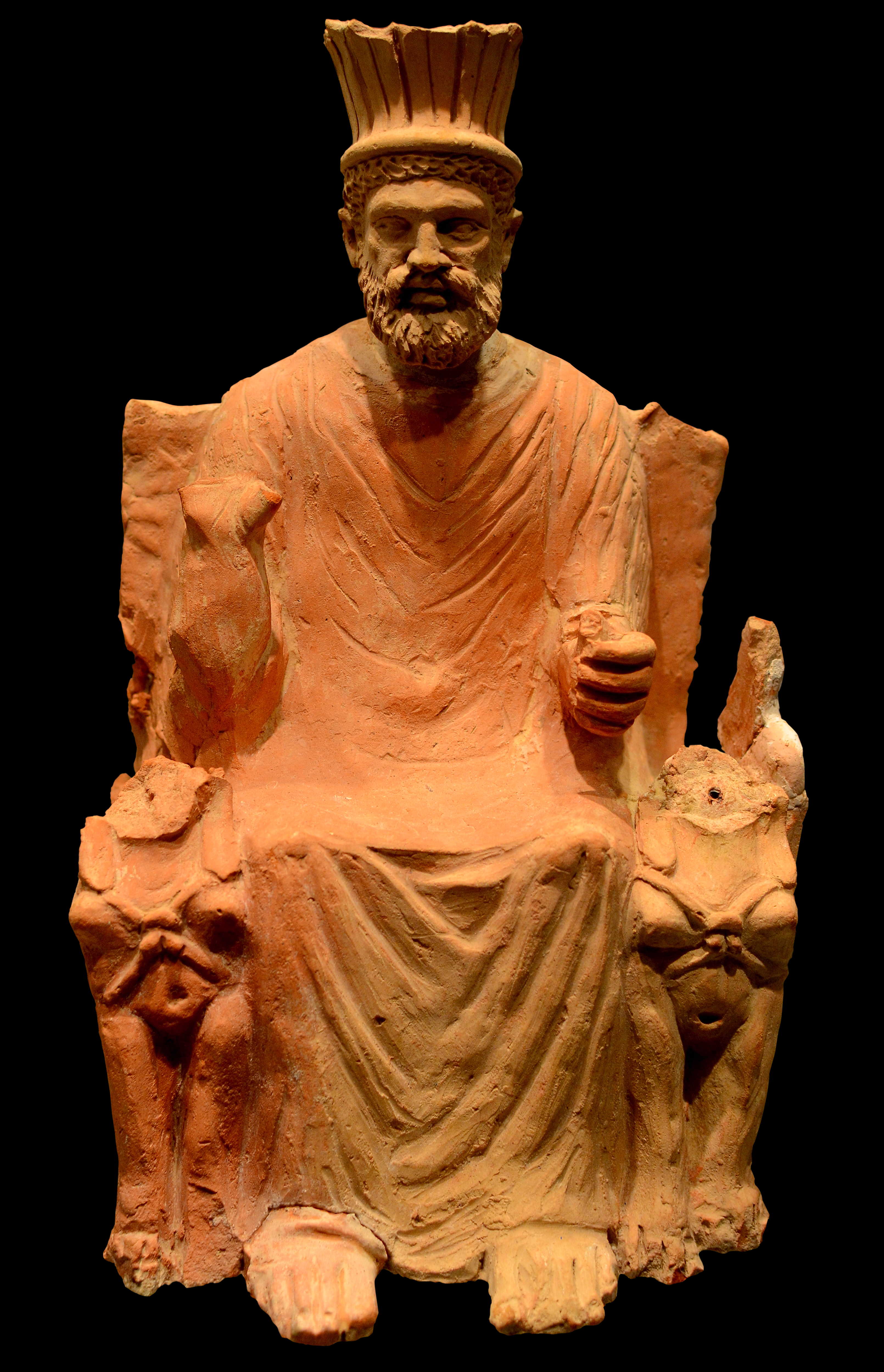
El dios Baal Hammón representado como un hombre anciano en un trono entre dos esfinges.
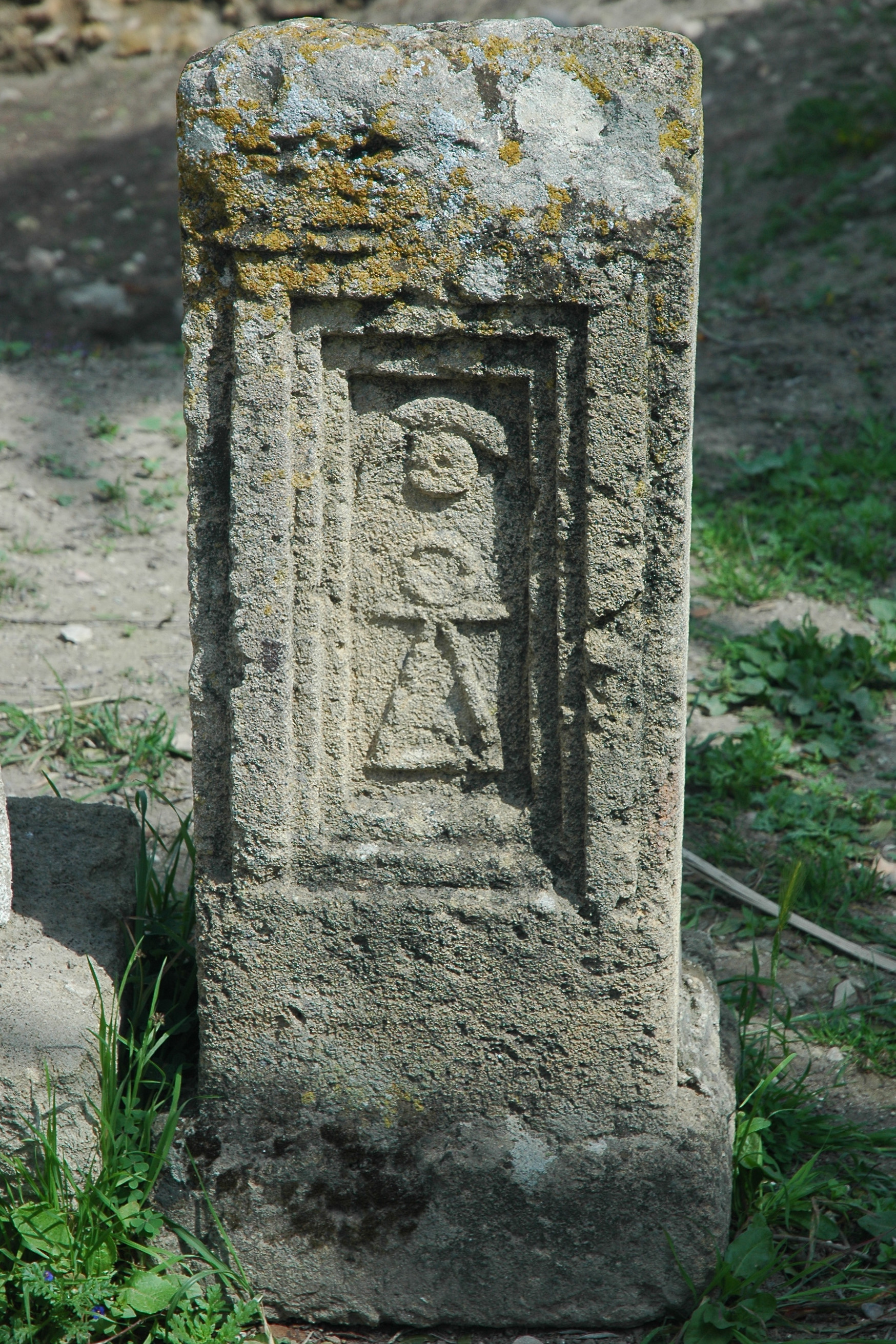
Altar a Tanit, diosa de la fecundidad.

### Divinidades principales

#### Baal Hammón
Baal Hammon era el principal dios fenicio adorado en la colonia de Cartago, generalmente identificado por los griegos como Crono y por los romanos como Saturno. Baal significa «señor», sin embargo, el significado de hammon es incierto, siendo posible su origen en Amón «El oculto», símbolo del poder creador y «Padre de todos los vientos» en la mitología egipcia.Baal Hammón se supone representado en algunas esculturas o relieves en forma de un personaje masculino de cierta edad, sentado en un trono entre dos esfinges. Los romanos convirtieron a Baal Hammón en Saturno.

#### Tanit
Tanit fue la diosa más importante de la mitología cartaginesa, la consorte de Baal y patrona de Cartago. Era equivalente a la diosa fenicia Astarté, diosa de la fecundidad, cuyo culto incluía la llamada prostitución sagrada, que consistía en prostituirse en un templo simulando la unión con la deidad con fines religiosos destinados a la fertilidad. Durante la romanización fue asimilada a Juno y no a Venus, como hubiera correspondido de ser equivalente de Astarté.

#### Melkart
Melkart fue una divinidad fenicia de la ciudad de Tiro, a la que estuvo consagrado primitivamente el templo de Heracles en la antigua ciudad de Cádiz. Su culto centrado en el fuego sagrado de las ciudades, se extendió por todas las colonias de Tiro incluyendo Cartago.
Era la forma fenicia del dios Baal. Originariamente era un dios agrícola, del campo, la vegetación, la fecundidad y la primavera, por lo que su ritual comprendía una serie de ritos de muerte y resurrección cíclicos anuales, coincidentes con las estaciones del año; no obstante, también era una deidad marina, pues era una divinidad de carácter sincrético. Pasó luego a ser considerado «rey de la ciudad», que es el significado etimológico de su nombre (melk, rey), y como patrono de la ciudad de Tiro, se transformó también en dios de la colonización y de la protección de la navegación.

## Comercio y navegación
Cartago fue una ciudad que inicialmente y durante varios siglos dependió y vivió casi exclusivamente de los recursos y el comercio marítimo. Esta proyección marítima se debió tanto a la herencia fenicia como a su inicial falta de territorios, los cuales no podían ofrecer los recursos necesarios para la supervivencia de la ciudad. Esto motivó un rápido crecimiento comercial y humano. Todo ello empujó a Cartago a la necesidad de controlar el mar y las rutas comerciales, lo que fue el embrión del poder marítimo cartaginés.

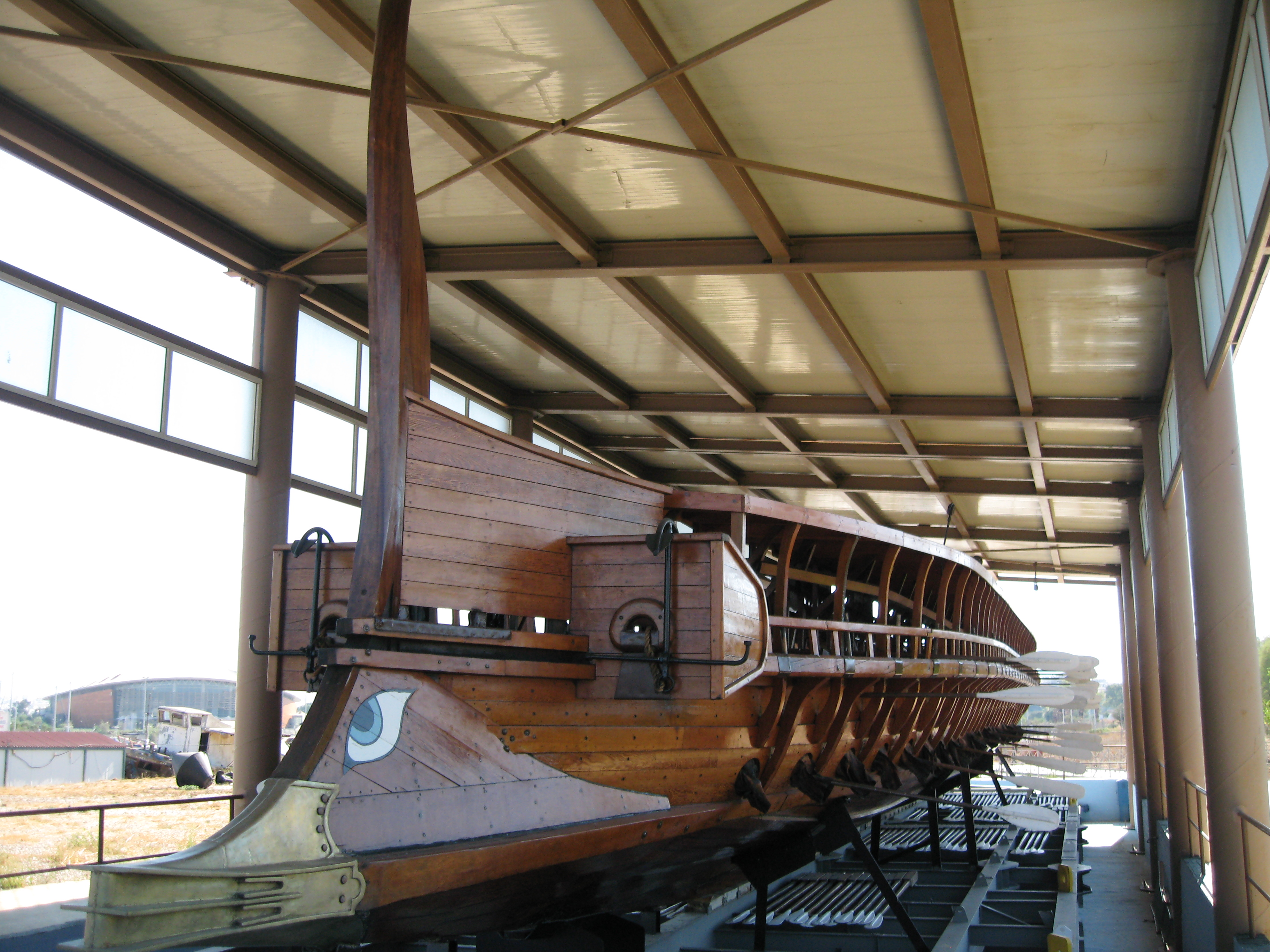
Reproducción de un trirreme.

Cartago fue durante mucho tiempo la mayor potencia marítima del mediterráneo occidental, este poder se cimentó en una red de alianzas de carácter bilateral, como los pactos que según Aristóteles, mantenía con las ciudades etruscas así como los tratados concluidos con Roma. Los cartagineses organizaron una liga o confederación marítima que empezó a actuar como un instrumento y base de su poder naval, antes incluso que la propia Atenas. Para controlar el mar y salvaguardar su liderazgo de la confederación marítima, Cartago se dotó de los instrumentos necesarios, buenos puertos, una flota fuerte y numerosa tripulación de expertos marinos.
Los cartagineses heredaron una intensa actividad comercial marítima de los fenicios, aprovechando las ciudades ya existentes. Extendieron y consolidaron esta amplia red de colonias comerciales en las costas del Mediterráneo occidental. Además, la aristocracia púnica encabezó la fundación de nuevas colonias y factorías en enclaves costeros a lo largo del Mediterráneo. El comercio cartaginés se extendía por mar en todo el Mediterráneo y probablemente incluso hasta las Canarias, y por tierra a través del desierto del Sahara. Según Aristóteles, los cartagineses tenían tratados comerciales con varios socios comerciales para regular sus exportaciones e importaciones. Sus barcos mercantes, que superaban en número incluso a los de las ciudades-estado fenicias originales, visitaban todos los puertos principales del Mediterráneo, así como Bretaña y la costa atlántica de África. Estos barcos podían transportar más de 100 toneladas de mercancías. Descubrimientos arqueológicos muestran evidencias de todo tipo de intercambios, desde las enormes cantidades de estaño necesarias para civilizaciones basadas en el bronce, hasta todo tipo de textiles, cerámica y metalistería fina. Incluso en el periodo entre las desgastantes guerras púnicas, los mercaderes cartagineses se mantuvieron en todos los puertos del Mediterráneo, comerciando en puertos con bodegas o desde barcos anclados en la costa.
También se inició el establecimiento de explotaciones agrícolas en el interior que terminaron por desarrollar un importante sector agrario. La agricultura se centró en los cereales, el vino y el aceite; su alta producción fue un modelo de explotación racional en la antigüedad. Los cartagineses elaboraron tratados de agricultura muy apreciados, hasta el punto de que alguno de ellos fue traducido al latín por orden del Senado Romano. Los cartagineses comerciaban con numerosos artículos, buscando artículos primarios en Iberia y el norte de África, como piedras preciosas, sal, marfil, de fácil obtención pues en el norte de África vivían elefantes, oro, estaño, plomo y esclavos. A cambio, ofrecían artículos elaborados en sus factorías o en la propia Cartago, como el garum una salsa de pescado en salazón, vajillas, alfarería, vestidos, tejidos de púrpura, vidrios y objetos de pasta vítrea que jugó un importante papel en la confección de collares y pequeñas vasijas destinadas a contener perfumes, objetos de bronce o hierro, yugos o arneses para animales, joyas de oro y plata, o productos cultivados en su área metropolitana como el trigo, el vino, higos, aceite o dátiles.

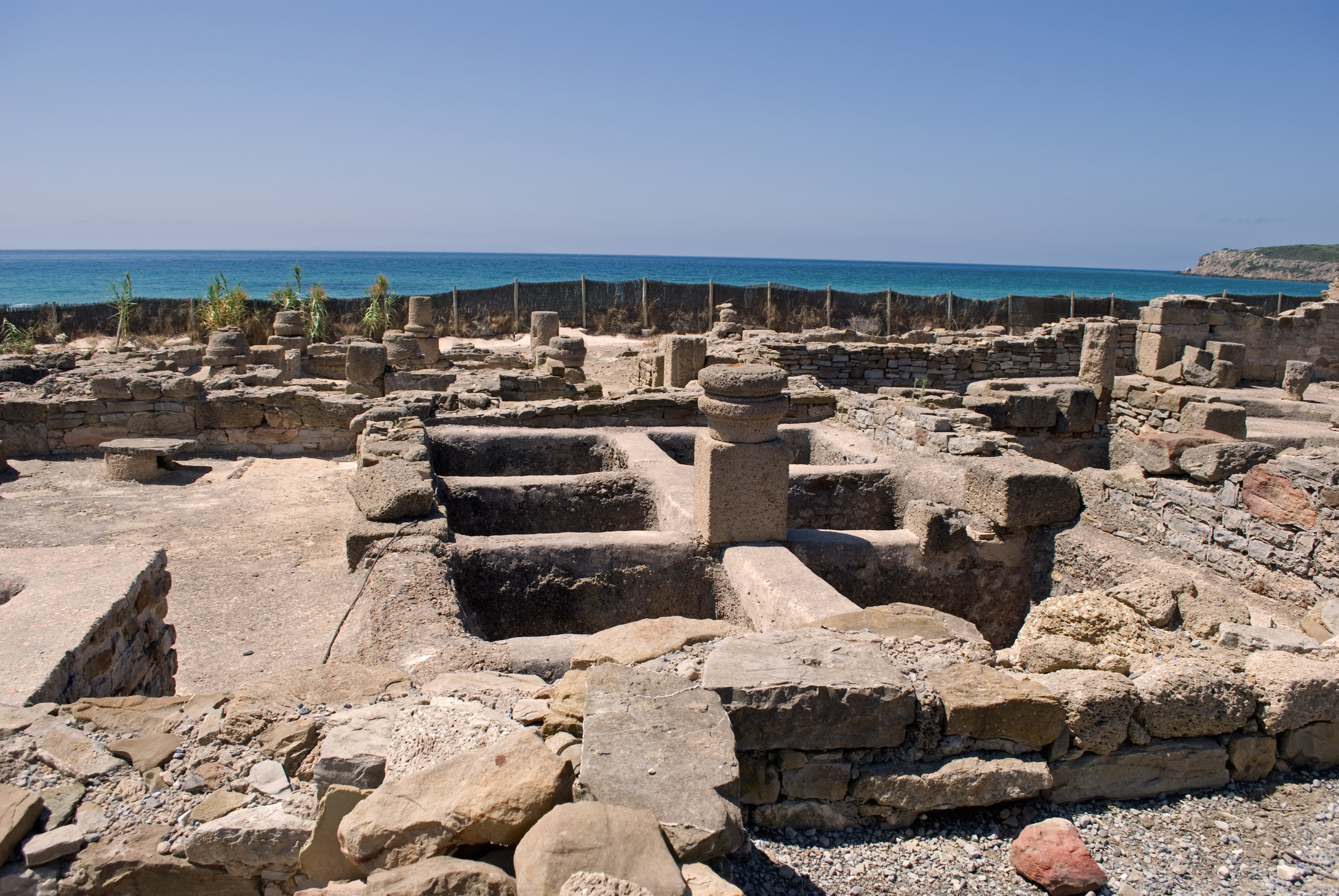
Restos arqueológicos de una factoría en Baelo Claudia para la elaboración de garum, una salsa de pescado con la que comerciaban.

El Estado era responsable de velar por la política marítima, garantizando la seguridad en los trayectos, puertos y fijando las paridades de los recursos más urgentes para la economía pública, al tiempo que encargaba las pertinentes adquisiciones a las compañías de comerciantes y mercaderes. Todo ello lo desarrollaba mediante políticas públicas, como la creación de puertos, astilleros y almacenes, junto con la protección del comercio por la armada y la firma de tratados con otras naciones. Los comerciantes por su parte fletaban los barcos, financiaban las compras, se hacían cargo de los costes de los transportes y del almacenamiento. Esta simbiosis hizo posible el surgimiento y el progreso de la iniciativa privada que doto a Cartago de una riqueza superior a la de cualquier otra ciudad de su época, que de otra manera es dudoso que hubiera podido llegar a existir a tan algo nivel.
El imperio comercial cartaginés tuvo, en sus inicios, fuerte dependencia de sus relaciones con Tartessos, así como de otras ciudades de la península ibérica, Contaba allí con varias colonias, como Gadir, más antigua que la propia ciudad de Tartessos. De allí se obtenían grandes cantidades de plata, plomo, cobre y, sobre todo, mineral de estaño, necesario para la fabricación del bronce tan usado y apreciado en aquella época. Las relaciones comerciales cartaginesas con los íberos, y el poderío naval que imponía el monopolio de Cartago en este comercio y en el del estaño en el Atlántico, la convirtieron en el comerciante de estaño y fabricante de bronce de mayor importancia de su época. Mantener tal monopolio constituyó una de las principales fuentes del poder y prosperidad de Cartago; los comerciantes cartagineses se esforzaban por mantener en secreto la ubicación de las minas de estaño. Además de su papel exclusivo como principal distribuidor de estaño, la ubicación central de Cartago en el Mediterráneo y su control de las aguas entre Sicilia y Túnez le permitían controlar el suministro de estaño de los pueblos orientales. Cartago era también el mayor productor de plata del Mediterráneo, extraída en Iberia y en la costa noroeste de África; tras el monopolio del estaño, éste era uno de sus comercios más rentables. Una mina de Iberia le proporcionaba a Aníbal 300 libras romanas (3,75 talentos) de plata al día.
Inicialmente el comercio se basaba en el trueque, hasta la aparición de la moneda en el siglo IV a. C. El trueque se siguió utilizando para comerciar con los indígenas. Llamado por Heródoto el trueque silencioso, así se describe en Relatos libios:

Los cartagineses desembarcan en la playa sus mercancías para exponerlas. Regresan a los barcos y hacen humo para avisar a los indígenas. Estos, al ver el humo, se acercan al mar y colocan al lado de las mercancías el oro que ofrecen para el cambio, para luego retirarse. Los cartagineses vuelven a bajar a tierra y miran lo que han dejado. Si les convence, cogen el oro y se van. Si no, vuelven a subir al barco a la espera de que los nativos mejoren su oferta.

Las navegaciones de los cartagineses y su comercio solían restringirse al área previamente establecida por los fenicios, área muy amplia que les proveía del control de la zona del estrecho de Gibraltar, y de disponer de las fuentes metalíferas más importantes del Mediterráneo. Hay constancia y conocimiento de lo ocurrido por lo transmitido en la poesía épica griega y lo narrado por los historiadores contemporáneos de la República romana, que dejaron constancia de la oposición militar de Cartago a las ciudades-estado griegas y después a Roma. Ampliamente difundido también gracias al teatro griego y a sus comedias, que han traído hasta nuestros días descripciones de los mercaderes cartagineses, vendedores de tela, vasijas y joyería.
La economía de Cartago comenzó como una extensión de la de su ciudad madre, Tiro. Su enorme flota mercante recorría las rutas comerciales trazadas por Tiro, y Cartago heredó de ésta el comercio del valiosísimo tinte púrpura de Tiro. No se han encontrado pruebas de que se fabricara el tinte púrpura en Cartago, pero en excavaciones en la ciudad púnica de Kerkouane, en Dar Essafi, en el cabo Bon, se han encontrado montones de conchas de cañadillas, los caracoles marinos de los que se deriva. También se han encontrado montículos similares de cañadillas en Yerba, en el Golfo de Gabés, en Túnez. Estrabón menciona las fábricas de púrpura de Yerba, así como las de la antigua ciudad de Zouchis. La púrpura se convirtió en una de las mercancías más valoradas en el Mediterráneo antiguo, con un valor de quince a veinte veces su peso en oro. En la sociedad romana, en la que los hombres adultos vestían la toga como prenda nacional, el uso de la toga praetexta, decorada con una franja de púrpura de Tiro de unos cinco o seis centímetros de ancho a lo largo de su borde, estaba reservado para magistrados y sumos sacerdotes. Las franjas anchas de púrpura (latus clavus) se reservaban para las togas de la clase senatorial, mientras que la clase ecuestre tenía derecho a llevar franjas estrechas (angustus clavus).

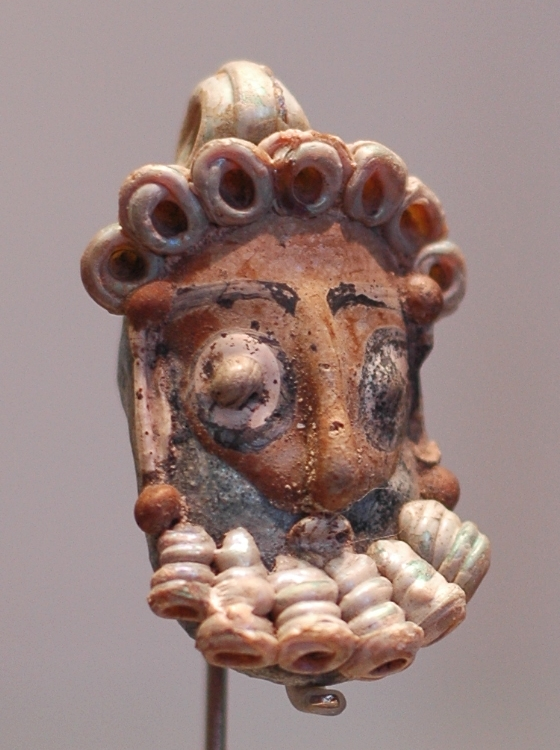
Colgante púnico en forma de cabeza barbuda, -

Además de su extensa red comercial, Cartago contaba con un sector manufacturero diversificado y avanzado. Producía sedas finamente bordadas, tejidos teñidos de algodón, lino y lana, cerámica artística y funcional, fayenza, incienso y perfumes. Sus artesanos trabajaban con maestría el marfil, la cristalería y la madera, así como el alabastro, el bronce, el latón, el plomo, el oro, la plata y las piedras preciosas para crear una amplia gama de productos, como espejos, muebles y armarios, camas, ropa de cama y almohadas,  joyas, armas, utensilios y artículos domésticos. Comerciaban pescado salado del Atlántico y salsa de pescado (garo), y negociaban con los productos manufacturados, agrícolas y naturales de casi todos los pueblos del Mediterráneo. Ánforas púnicas con pescado salado se exportaban desde el territorio cartaginés de las Columnas de Hércules (España y Marruecos) hasta Corinto (Grecia), lo que demuestra el comercio a larga distancia en el siglo V a. C. Se dice que el grabado en bronce y la talla en piedra alcanzaron su apogeo en los siglos IV y III.
Los productos alfareros cartagineses encontrados en yacimientos, muy abundantes y con marcado carácter industrial, son muy lejanos en calidad de los griegos contemporáneos. El comercio dirigido a los pueblos indígenas nunca tuvo por prioridad la calidad, por ello no hallamos una orfebrería comparable a la de sus predecesores fenicios. Las joyas, de oro y plata, son sencillas. Gran parte del éxito de Cartago en el comercio y el control del Mediterráneo se debe a la posición de la ciudad y el conocimiento heredado por los fenicios.
Aunque era principalmente una potencia marítima, Cartago también enviaba caravanas al interior de África y a Persia. Intercambiaba sus productos manufacturados y agrícolas con los pueblos costeros y del interior de África a cambio de sal, oro, madera, marfil, ébano, simios, pavos reales, pieles y cueros. Sus mercaderes inventaron la práctica de la venta en subasta y la utilizaron para comerciar con las tribus africanas. En otros puertos, intentaron establecer almacenes permanentes o vender sus mercancías en mercados al aire libre. Obtenían ámbar de Escandinavia, y de los íberos, galos y celtas recibían ámbar, estaño, plata y pieles. Cerdeña y Córcega producían oro y plata para Cartago, y los asentamientos fenicios de Malta y las islas Baleares producían productos que se enviaban a Cartago para su distribución a gran escala. La ciudad abastecía a civilizaciones más pobres con productos sencillos como la cerámica, objetos metálicos y ornamentaciones, desplazando a menudo la fabricación local, pero llevaba sus mejores obras a civilizaciones más ricas, como los griegos o los etruscos. Cartago comerciaba con casi todos los productos deseados por el mundo antiguo, incluyendo especias de Arabia, África y la India, así como esclavos (el imperio de Cartago mantuvo temporalmente el control de una parte de Europa y envió guerreros bárbaros conquistados a la esclavitud del norte de África).

### Cerámica
Entre la cerámica cartaginesa encontramos enócoes, ánforas, urnas de pedúnculo, ollas de dos asas, cazuelas cubiertas, copas de dos asas, vasos en forma de ampolla con asa vertical y lucernas.

### Agricultura
El hinterland norteafricano de Cartago era famoso en la antigüedad por su suelo fértil y su capacidad para mantener ganado y cultivos abundantes. Diodoro comparte una descripción de un testigo ocular del siglo IV a. C. que describe exuberantes jardines, verdes plantaciones, grandes y lujosas fincas y una compleja red de canales y vías de riego. Enviados romanos que visitaron el país a mediados del siglo II a. C., entre ellos Catón el Censor—conocido tanto por su afición a la agricultura como por su baja opinión de las culturas extranjeras—, describieron la campiña cartaginesa como próspera en términos de vida humana y animal. Polibio, al escribir sobre su visita durante el mismo periodo, afirma que en Cartago se criaba un número y una variedad de ganado mayor que en cualquier otro lugar del mundo conocido.
Inicialmente, los cartagineses, al igual que sus fundadores fenicios, no se dedicaron mayormente a la agricultura. Como casi todas las ciudades y colonias fenicias, Cartago se asentó principalmente a lo largo de la costa; los indicios de asentamientos en el interior solo se remontan a finales del siglo IV a. C., varios siglos después de su fundación. A medida que se fueron asentando en el interior, los cartagineses finalmente aprovecharon al máximo el rico suelo de la región y desarrollaron lo que puede haber sido uno de los sectores agrícolas más prósperos y diversificados de la época. Practicaban una agricultura muy avanzada y productiva, utilizando arados de hierro, irrigación, rotación de cultivos, trillos, molinos rotatorios de mano y molinos halados por caballos, estos dos últimos inventados por los cartagineses en el siglo VI y siglo IV a. C., respectivamente.
Los cartagineses eran expertos en perfeccionar y reinventar sus técnicas agrícolas, incluso en tiempos de adversidad. Tras la segunda guerra púnica, Aníbal promovió la agricultura para ayudar a restaurar la economía de Cartago y pagar la costosa indemnización de guerra a Roma (10.000 talentos u 800.000 libras de plata romanas), lo que resultó un éxito. Estrabón informa que incluso en los años previos a la tercera guerra púnica, la por lo demás devastada y empobrecida Cartago había hecho florecer de nuevo sus tierras. Un fuerte indicio de la importancia de la agricultura para Cartago puede inferirse del hecho de que, de los escasos escritores cartagineses conocidos por los historiadores modernos, dos—los generales retirados Amílcar y Magón—se ocuparon de la agricultura y la agronomía. Este último escribió lo que era esencialmente una enciclopedia sobre agricultura y manejo de fincas que sumaba veintiocho libros; sus consejos eran tenidos en tan alta estima que, tras la destrucción de la ciudad, fue uno de los pocos textos cartagineses, si no el único, que se salvó, y el Senado romano decretó su traducción al latín. Posteriormente, aunque la obra original se ha perdido, se conservan fragmentos y referencias de escritores romanos y griegos.
Evidencia circunstancial sugiere que Cartago desarrolló la viticultura y la producción de vino antes del siglo IV a. C., y que exportó sus vinos ampliamente, como indican las distintivas ánforas cartaginesas con forma de cigarro encontradas en yacimientos arqueológicos por todo el Mediterráneo occidental, si bien el contenido de tales recipientes no ha sido analizado de forma concluyente. Cartago también enviaba grandes cantidades de vino de pasas, conocido en latín como passum, que era popular en la antigüedad, incluso entre los romanos. En el extenso territorio interior (hinterland) se cultivaban frutas como higos, peras y granadas—que los romanos llamaban "manzanas púnicas"—, así como frutos secos, cereales, uvas, dátiles y aceitunas; el aceite de oliva se procesaba y exportaba a todo el Mediterráneo. Cartago también criaba finos caballos, los ancestros de los actuales caballos bereberes, considerados la raza de carreras más influyente después de la árabe.

## Exploración
Por las fuentes clásicas existe conocimiento de dos expediciones atlánticas, con finalidad de explorar costas desconocidas y realizar nuevas fundaciones, que fueron dirigidas por Hannón el Navegante e Himilcón. La primera puede constatarse a través del llamado Periplo de Hannón, texto griego que traduce, en forma resumida, el relato original del viaje. Se establece que tuvo lugar durante el siglo V a. C., y consistió en una expedición organizada por el Estado y dirigida por Hannón, sufete o rey de los cartagineses, de la dinastía de los Magónidas. Según el documento intervinieron 60 buques de unos 50 remeros y gran número de personas cifrado en 30 000 personas, que se considera exagerado. La expedición tomó Gadir como base, siguieron la costa atlántica de Marruecos hacia el sur, estableciendo primero colonias y factorías y dedicándose en la última parte del recorrido a la exploración de costas desconocidas. Los historiadores no se han puesto de acuerdo sobre hasta dónde llegaron, para unos el litoral senegalés, para otros la costa de Guinea. No se pueden fijar exactamente los puntos donde fueron establecidas las colonias, dada la inexactitud del texto.
Todavía hay menos datos sobre las expediciones atlánticas desde el estrecho de Gibraltar hacia el Norte, pero las fuentes clásicas citan un Periplo de Himilcón, navegante de época contemporánea de Hannón, que recorrió el litoral hispano hasta el norte de Francia llegando a las islas británicas. También desarrollaron rutas y exploraciones por tierra, a través del Sahara, para comerciar con Nubia, Sudán y Etiopía, regiones productoras de oro, esclavos y materias exóticas para el mundo mediterráneo. Varias ciudades de la costa del actual estado de Libia, como Leptis Magna y Sabrata, fueron fundadas con el fin de ser el punto de partida de rutas terrestres a través del Sahara. Existen pocos datos históricos sobre la acción cartaginesa a través del Sahara, pero se estima que fueron desde el Mediterráneo, los iniciadores de la exploración del desierto.

## Idioma

Lenguas en el siglo VI a. C.

La lengua hablada por los cartagineses se conoce como idioma púnico, cuyo origen es semítico. Era una variedad del fenicio, una lengua semítica originada en su patria ancestral de Fenicia (actual Líbano). También considerada fenicia por su origen, se mantuvo durante toda la etapa cartaginesa. Se expandió por todo el territorio metropolitano de Cartago, así como por las grandes islas del Mediterráneo y los numerosos enclaves costeros occidentales púnicos. En el norte de África era usada en las ciudades y colonias fenicias, siendo la población indígena y rural ajena a ella. Se extendió ampliamente debido a su uso comercial.
Al igual que su lengua madre, el púnico se escribía de derecha a izquierda, constaba de 22 consonantes sin vocales y se conoce principalmente por inscripciones. Durante la antigüedad clásica, el púnico se hablaba en todos los territorios y esferas de influencia de Cartago en el Mediterráneo occidental, concretamente en el noroeste de África y en varias islas del Mediterráneo. Aunque los cartagineses mantenían lazos y afinidad cultural con su patria fenicia, su dialecto púnico se vio gradualmente influenciado por varias lenguas bereberes habladas en Cartago y sus alrededores por los antiguos libios. Tras la caída de Cartago, surgió un dialecto «neopúnico» que divergía del púnico respecto a las convenciones ortográficas y el uso de nombres no semíticos, en su mayoría de origen libio-bereber.
A pesar de la destrucción de Cartago y la asimilación de su pueblo a la República romana, el púnico parece haber persistido durante siglos en la antigua patria cartaginesa. La lengua siguió utilizándose después de la caída de Cartago, en los reinos de Numidia y Mauritania. En el 197 d. C. Septimio Severo, un romano nacido en las proximidades de Cartago, de la cultura púnica, llegó a ser emperador de Roma. Todavía era usada y conocida ampliamente en el siglo V por Procopio de Cesarea y Agustín de Hipona, por ser la lengua de los campesinos de Túnez. El mejor testimonio de ello es el de Agustín de Hipona, de ascendencia bereber, quien hablaba y entendía el púnico y fue la "fuente principal de la supervivencia del púnico [tardío]". Agustín afirma que la lengua se seguía hablando en su región del norte de África en el siglo V, y que todavía había personas que se autoidentificaban como chanani (cananeos, es decir cartagineses). Textos funerarios contemporáneos encontrados en las catacumbas cristianas de Sirte (Libia) llevan inscripciones en griego antiguo, latín y púnico, lo que sugiere una fusión de las culturas bajo el dominio romano.
Hay pruebas de que los plebeyos de Cerdeña seguían hablando y escribiendo en púnico al menos 400 años después de la conquista romana. Además de Agustín de Hipona, el púnico era conocido por algunos norteafricanos alfabetizados hasta el siglo II o III (aunque escrito en letra romana y griega) y siguió hablándose entre los campesinos al menos hasta finales del siglo IV. 
Los textos de la época dicen que aún en el siglo VI los campesinos de Túnez utilizaban la lengua púnica de forma cotidiana, pero la llegada del islam y la segunda destrucción de la ciudad de Cartago supuso su fin definitivo. Probablemente su último reducto fue la isla de Malta.

## Literatura y artes
Su literatura se conoce a través de la epigrafía, que es pobre, ya que la mayoría de las inscripciones son dedicatorias religiosas, en cuyo texto se repiten siempre las mismas inscripciones. El alfabeto estaba compuesto por 22 letras y se escribía de derecha a izquierda, como el actual hebreo. Era un sistema simple, por lo que permitía la difusión del conocimiento y la cultura. Las diferencias con el fenicio son escasas. Aunque sabemos que crearon literatura, sobre todo religiosa, así como histórica o práctica, casi todas las obras se han perdido. Conocemos la existencia de un tratado de agronomía, traducido al latín por el interés práctico que ofrecía para los romanos, y la traducción al griego de la narración del Periplo de Hannón por las costas africanas. Las bibliotecas y obras existentes en Cartago en el momento de su destrucción en el 146 a. C. pasaron en parte a los reyes mauritanos y al rey númida Masinisa.
Los cartagineses no destacaron en las artes ni las desarrollaron sino que heredaron la fenicia, cuya característica principal era la falta de elementos distintivos, como resultado de crear una cultura mixta con características de los diversos pueblos con los que mantenían su comercio, de Egipto, de Asiria, del Asia Menor, y de Grecia. Los cartagineses crearon sus primeras obras de arte recreando los caracteres distintivos de la tradición fenicia de un modo grosero. Las relaciones de los cartagineses con los griegos introdujeron gradualmente entre ellos las artes helénicas, siendo muchas veces realizadas por artistas griegos. Se tiene constancia de que fueron helenos los que diseñaban las monedas púnicas que se acuñaban desde el siglo V a. C.

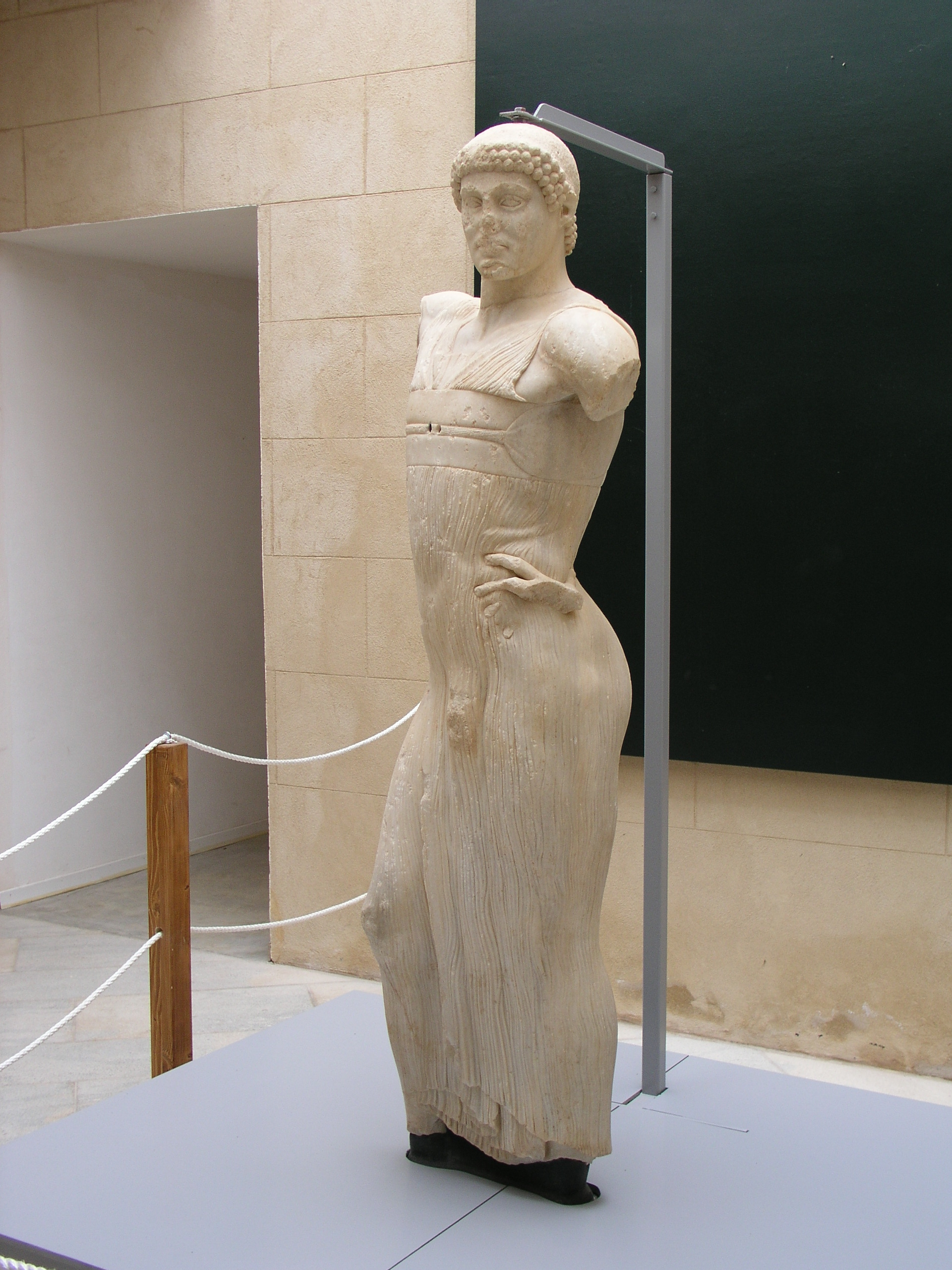
Representación de Melkart, conocida como el Efebo de Motia.
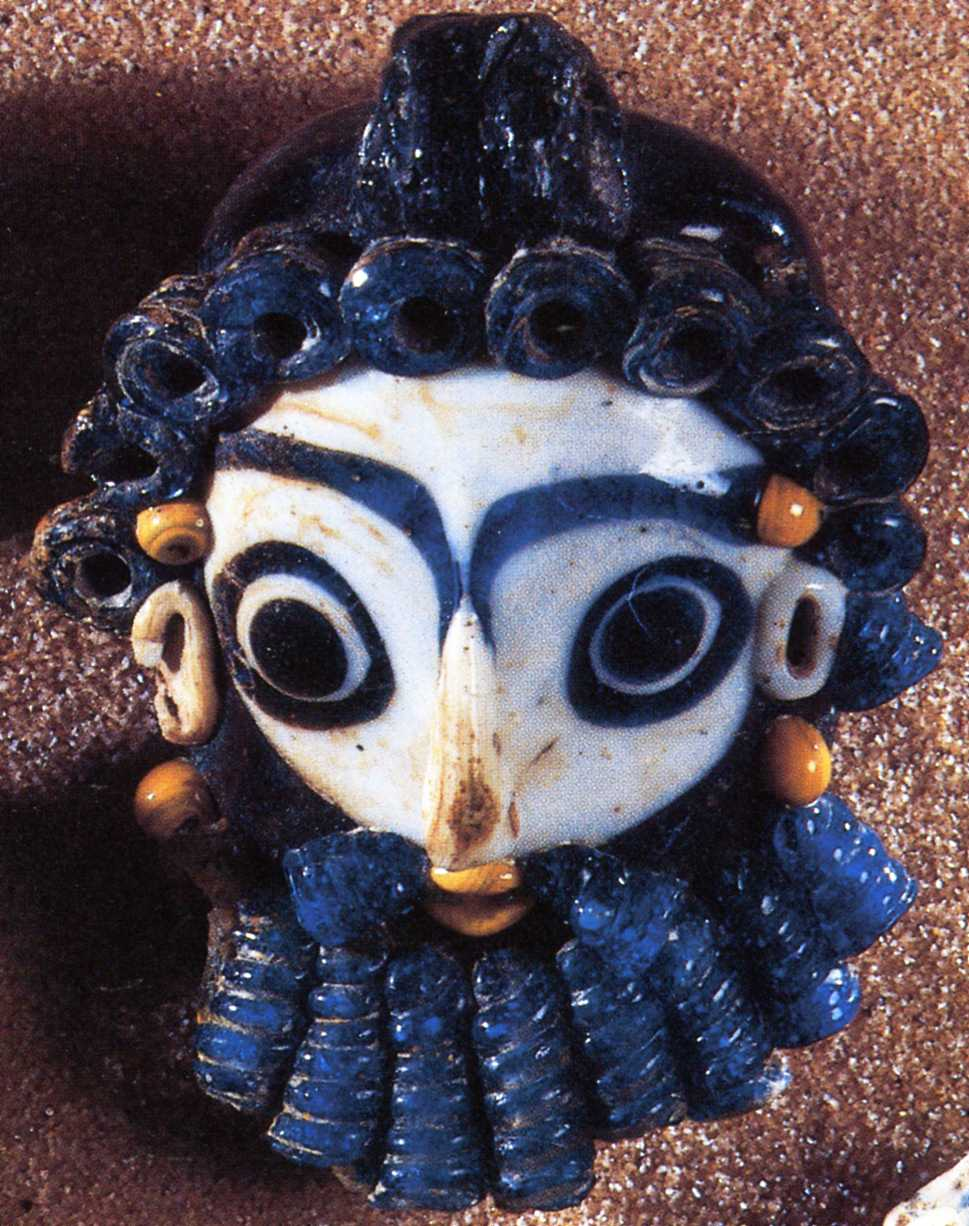
Amuleto púnico con forma de cabeza con barba (s. IV o s. III a. C.).
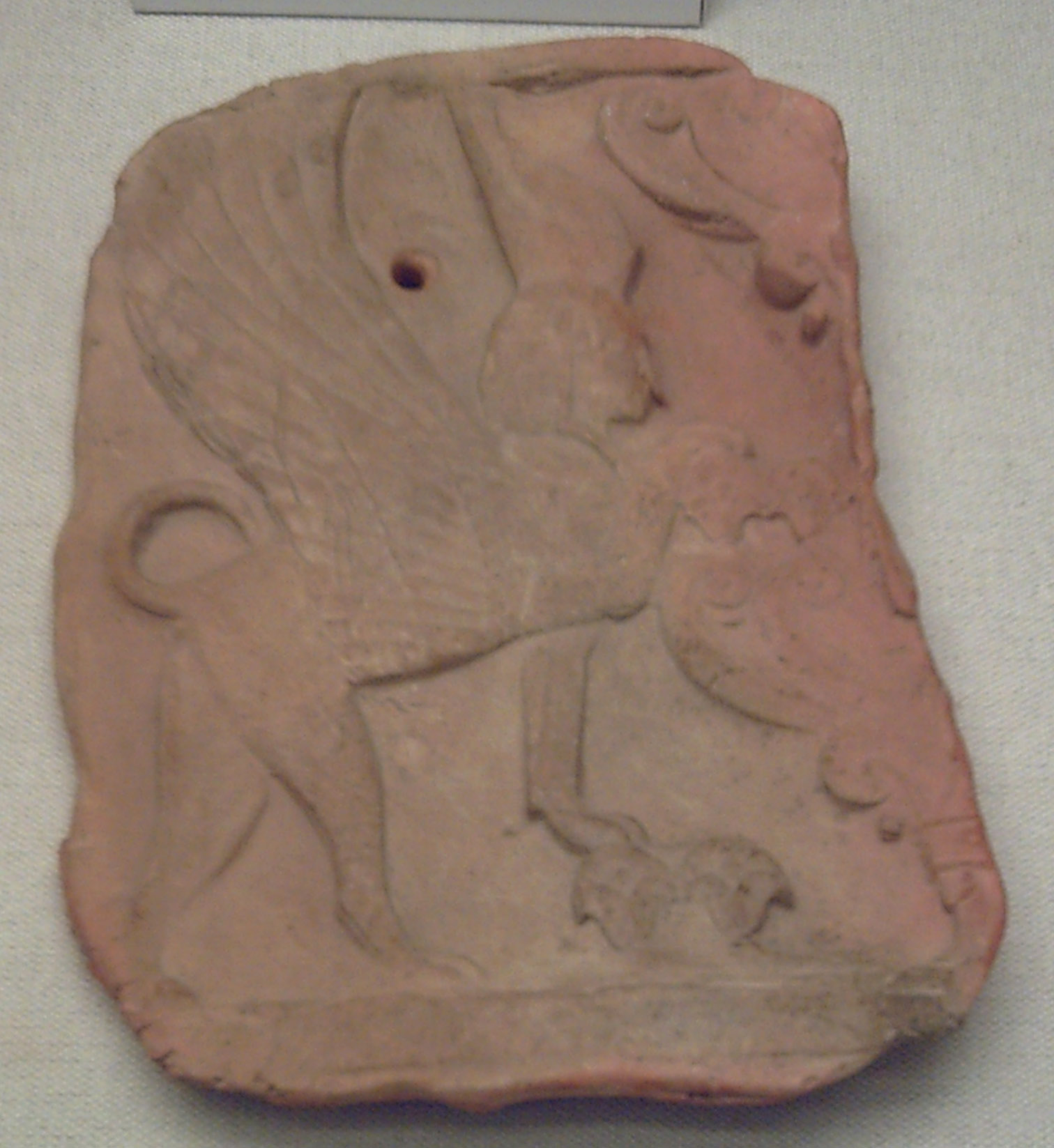
Placa con esfinge. Arcilla. Siglo VI a. C. de la Necrópolis cartaginesas en Ibiza.
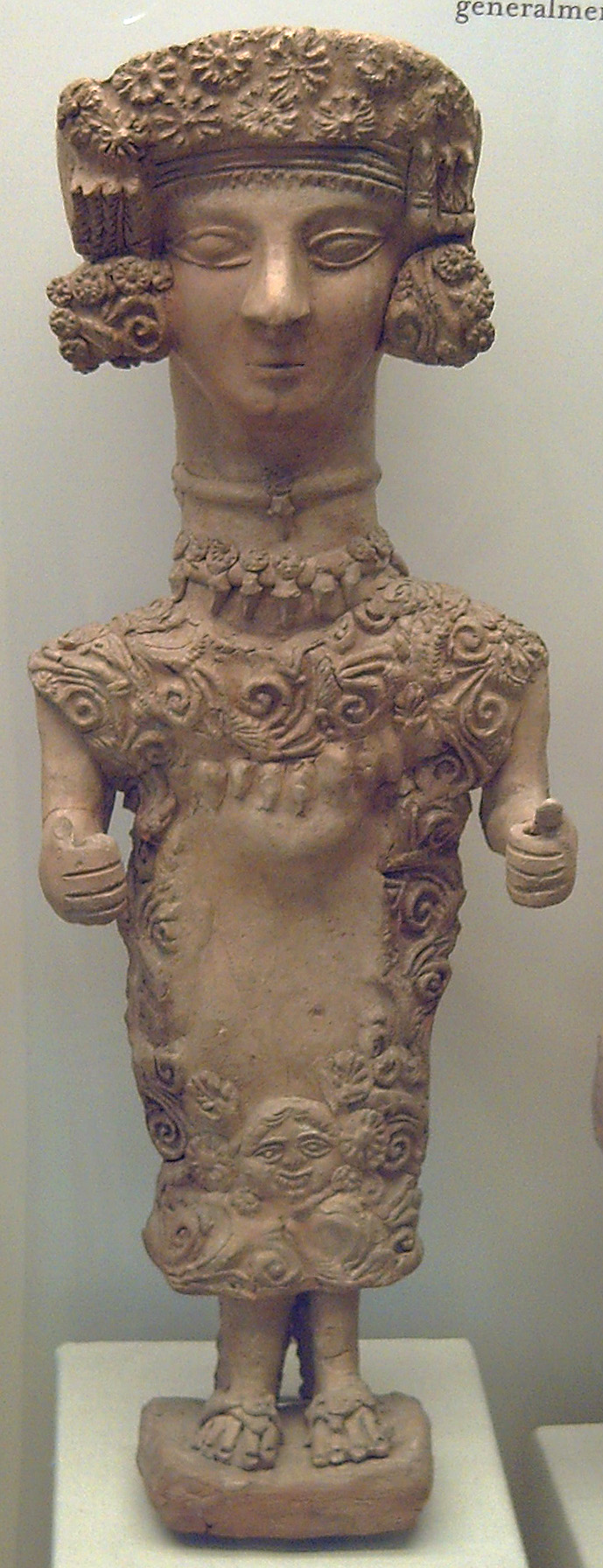
Dama de Ibiza, Necrópolis cartaginesa de Puig des Molins.

Durante las guerras sicilianas, fueron llevadas a Cartago como botín de guerra numerosas estatuas griegas que terminaron adornando sus templos y plazas públicas. Los más importantes santuarios de Cartago consagrados a Baal Hammón y a Tanit fueron construidos según el estilo griego de la época helenística. La mayor parte de los símbolos que adornan las estelas de los santuarios, fueron esculpidos por obreros libio-fenicios, y están inspirados en la fauna y en la flora africana, creando un característico estilo indígena distintivo de lo helénico. Entre esos símbolos, el más frecuente es una mano abierta levantada hacia el cielo. Los demás símbolos consisten en el Uraeus egipcio y el disco solar con la media luna, que se refiere a Tanit, el cordero referente a Baal Hammón, el caduceo, el elefante, el toro, el conejo, los peces, la palmera, el timón, el áncora, el hacha, la flor del loto, vasos de diversas formas, naves y frutos.
En la isla de Gozo hay ruinas de un templo a Tanit construido en el siglo IV a. C. está compuesto por santuarios de planta ovoide o elíptica. Por lo demás, en ninguno de los lugares indicados se han hallado restos de templos. El motivo por el que no se conocen los edificios cartagineses más que por crónicas, se debe a que tras la conquista de Cartago en 146 a. C. sufrieron una demolición sistemática. La mayoría de los restos de arte conservado son monedas y pequeñas figurillas de barro.

## Organización política

### Monarquía
El mundo fenicio-púnico no desconocía la monarquía: las ciudades fenicias se habían dotado desde muy pronto de un rey: así, son conocidos reyes en Biblos, Sidón o Tiro. No se trataba, sin embargo, de reyes con un poder absoluto: el rey fenicio hereditario era, antes que un rey absoluto, el primero de los ciudadanos, puesto que sufría las presiones de su entorno (sus consejeros), de los más ricos (Consejo) y del pueblo (Asambleas).
En las metrópolis, la existencia de reyes está clara, pero esa seguridad se pierde en el caso de las colonias. Por lo que se refiere a Chipre, la presencia de un rey está asegurada, pero en Cartago no. La leyenda de la fundación por Elisa/Dido, considerada miembro de la familia real de Tiro, no prueba la introducción del régimen monárquico. El texto de Ariosto evoca a los «reyes» (basileis) pero esta realeza dual no está probada en el caso fenicio, lo que hace muy sospechosa su evocación. La monarquía espartana contaba, por su parte, con dos reyes. El poder de los reyes no era absoluto, solían ejercer de jueces y árbitros ya que existían otras instituciones como el Consejo de Ancianos o senado con el que debían compartir sus decisiones. Según algunos el Senado fue creado durante el siglo V a. C. Su función era asesorar al monarca en cuestiones de política y economía. Su organización nos es desconocida. Según Heeren, era muy numeroso y se dividía durante la etapa monárquica en la Asamblea (simkletos), y el Consejo privado la Gerusia, compuesto de los notables de la Asamblea. Según Theodor Mommsen, el gobierno había pertenecido primeramente al Consejo de los Ancianos o Senado, compuesto, como la Gerusía de Esparta, de dos reyes que el pueblo designaba en la asamblea y de veinticuatro gerusiastas probablemente nombrados por los propios reyes y con carácter anual. La monarquía perdió gran parte de su poder en manos del Senado. Después del reinado de Magón II, el Senado rigió la ciudad durante 35 años hasta la llegada de Hannón III en el año 340 a. C. Después de una pocos reyes en el año 308 a. C., Bomílcar intento restaurar todo el poder real erigiéndose como tirano, pero fracasó, lo que convirtió a Cartago en una república, tanto de nombre como de hecho. La monarquía fue destronada por un movimiento social que podemos poner en parangón con el que se produjo hacia las mismas fechas en las ciudades griegas, y que dio lugar al gobierno de la aristocracia, la República. Desde entonces, y hasta el final, Cartago fue una república oligárquica regida por los nobles, bajo la autoridad de dos sufetes.
La teoría de una realeza en Cartago ha sido defendida y desarrollada con rigor por Gilbert-Charles Picard siguiendo los pasos de Karl Julius Beloch. Picard demostró una evolución en las instituciones de Cartago: la monarquía habría aparecido ya desde la fundación de la ciudad, reinando, según él, una dinastía magónida entre 550 a. C. y 370 a. C., seguida por los hannonidas hasta el 308 a. C.. Tras esta fecha, la monarquía habría sido solamente hereditaria. No obstante, se trata de una tesis rechazada por la mayor parte de los historiadores. También, una parte de la historiografía ha supuesto ambiciones monárquicas siguiendo el modelo helenístico en los Barcidas en España, hipótesis igualmente descartada por Maurice Sznycer.

### República
El gobierno de la República era ejercido por un complejo sistema de asambleas, consejos y magistraturas monopolizadas por la aristocracia. La clase política y económica cartaginesa estaba dividida con base en sus propios intereses y el origen de su riqueza. Las facciones y partidos políticos se organizaban entre los comerciantes por un lado, y los productores agrícolas por el otro. La constitución estaba compuesta por un conjunto de leyes muy diversas que evolucionaron profundamente con el tiempo, que establecían un gran poder legislativo y ejecutivo donde la obtención de los cargos se reservaba a los mejores, valorando tanto los méritos como la riqueza de cada ciudadano.
El gran Senado era la institución más importante y constituía el núcleo del poder, formado exclusivamente por miembros de las familias más influyentes. El senado designaba la toma de decisiones a los sufetes (literalmente, "jueces"; los escritores romanos se refirieron a ellos como "reges", reyes), que podría haber sido originariamente el título de los gobernadores de la ciudad asignados por la ciudad madre de Tiro. En sus inicios, los sufetes eran capitanes militares, además de realizar funciones judiciales y administrativas, de modo similar a los diarcas espartanos. Sin embargo, los sufetes gradualmente fueron perdiendo poderes.
En el siglo IV a. C. se creó el Consejo de los Cien para controlar las actividades de los Sufetes, formada por ciento cuatro miembros elegidos de entre los miembros del Senado y por el Senado de manera vitalicia. Los generales también debían rendir cuentas de sus campañas ante el Consejo, cuyas sentencias podían engrandecer a una familia o asumirla en la desgracia.
La participación popular era equilibrada y estaba reglamentada políticamente. El pueblo participó en la vida política por medio de la Asamblea, la cual elegía anualmente a los sufetes bajo ciertas restricciones, a los generales con libertad, y probablemente cubrían vacantes en el Gran Consejo. En el caso de que el Consejo y los sufetes no se pusieran de acuerdo, la asamblea discutía y determinaba medidas políticas. Las cuestiones militares, como tratados de paz, declaraciones de guerra y similares, eran llevadas a menudo a la asamblea, aunque no necesariamente.
Tanto Aristóteles como Eratóstenes estudiaron y escribieron libros sobre la organización política de Cartago, si bien solo ha sobrevivido lo escrito por el primero. En el libro Política, Aristóteles recoge las características de la constitución cartaginesa, constituyendo un testimonio crucial. En este compara a Cartago por sus excelencias con Creta y Esparta, además de destacar el carácter mixto de su constitución.

Cartago goza, al parecer, todavía de una buena constitución, más completa que la de otros Estados en muchos puntos y semejante en ciertos conceptos a la de Esparta.
Aristóteles, Política

Es importante destacar que Cartago jamás olvidó sus lazos con la metrópoli Tiro. A pesar de ser, a partir de cierto momento, más poderosa que la ciudad madre, Cartago pagó impuestos a Tiro y la ayudó en los momentos de mayor debilidad, como cuando Asiria la amenazaba. Otro hecho que demuestra que las colonias fenicias (como Cartago) eran, en cierta forma y al menos en sus comienzos, política y administrativamente dependientes de la metrópoli se comprueba cuando algún soberano extranjero conquistaba sus ciudades de origen: en ese momento se autoproclamaban reyes de las colonias occidentales. Se conoce, además, que Cartago llevó botines de guerra (Sicilia) al templo de Melqart en Tiro, como ofrenda al dios patrón de la ciudad fenicia.

#### Senado
El Senado era sin duda el órgano con más poder, compuesto en su totalidad por poderosos aristócratas. Su gobierno se orientaba más a prevenir la acumulación de poder en manos de individuos ambiciosos que a aumentar los derechos civiles o mejorar las condiciones sociales del pueblo. Algo que Aristóteles alaba en su libro Política:

La constitución cartaginesa, como todas aquellas cuya base es a la vez aristocrática y republicana, se inclina tan pronto del lado de la demagogia como del de la oligarquía.
Aristóteles, Política

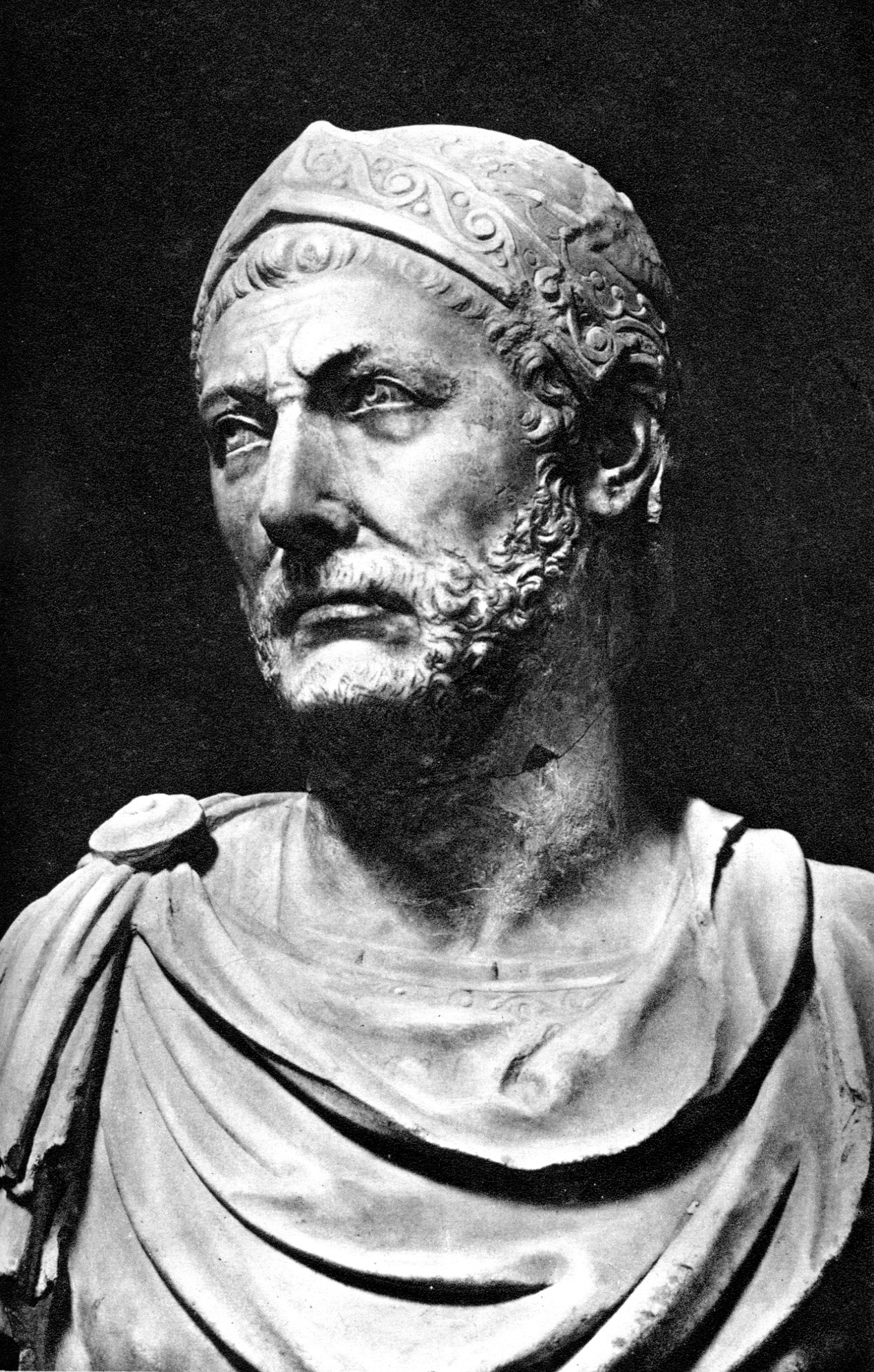
Aníbal Barca, durante su vida ejerció distintos cargos como ciudadano cartaginés y aristócrata; senador, sufete y general.

El Senado en esencia fue un tribunal compuesto por magistrados electos de forma vitalicia. Fue creado en el comienzo de la historia de Cartago, y es descrito por Aristóteles como "la más alta autoridad constitucional". Sin embargo, durante la historia de Cartago muchas veces su poder fue doblegado por la tiranía. Según la antigua Constitución Cartaginesa, el Senado tenía el derecho de controlar y nombrar a los magistrados, pero finalmente fueron los altos magistrados quienes terminaron controlando el Senado. Su labor era controlar a los altos magistrados y generales, así como velar por el bienestar de los cartagineses.

#### Los Ciento Cuatro
El Consejo de los Cien o Ciento Cuatro era un tribunal con atribuciones jurídicas especiales, sus miembros eran elegidos de forma vitalicia por las denominadas pentarquías. El Consejo se creó en torno al siglo V a. C., debido a la evolución sociopolítica de Cartago, causando la ampliación de poderes de la aristocracia frente a las pocas familias, que como la de los Magónidas y luego los Hannónidas, habían monopolizado el poder.

#### Asamblea del Pueblo
La Asamblea del Pueblo era, según Aristóteles, un cuerpo de ciudadanos compuesto por numerosas agrupaciones, quienes ostentaban el poder y la soberanía. La élite aristocrática gobernaba mediante el ejercicio de la influencia y el prestigio, eligiendo los cargos y rangos de poder. Para un ciudadano de origen humilde era imposible acceder a cargos importantes, al igual que en otras ciudades contemporáneas no debió existir impedimento jurídico, solo los obstáculos surgidos por la diferencia social. Aristóteles describió que en Cartago la riqueza personal era tenida tan en cuenta como la competencia profesional, en la elección de los cargos.
Inicialmente la Asamblea del Pueblo tuvo un poder limitado, carecía del derecho a autoconvocarse y los temas tratados en ella eran impuestos por los magistrados o por el Senado, cualquier ciudadano cartaginés podía tomar la palabra y oponerse a la propuesta presentada, según la describen Aristóteles o Apiano. Lo que indica que era habitual antes del siglo IV a. C. Excepcionalmente esta situación solo ocurría cuando los sufetes y el Senado no lograban ponerse de acuerdo.
La Asamblea evolucionó periódicamente y fue adquiriendo mayores poderes, como el de constituirse con urgencia si las circunstancias lo exigían. A partir del siglo III a. C. ostentó el derecho a elegir los generales. Tras la segunda guerra púnica, Aníbal Barca introdujo nuevas reformas que dotaron con mayores poderes a la Asamblea, estableciéndose así como el órgano político cartaginés con mayor poder, destacando la capacidad de proponer resoluciones y deliberar.

#### Evolución sociopolítica
La Constitución cartaginesa sufrió con el transcurso del tiempo una evolución política hacia posiciones más democráticas o populistas, una progresión similar a la ocurrida en otras ciudades del entorno mediterráneo como Atenas, Roma o Corinto. No estuvo exenta, sin embargo, de varios intentos de instaurar la "tiranía" por Malco, Hannón o Bomílcar.
En el siglo VI a. C. Malco quien combatió en Cerdeña, África y Sicilia, tras una derrota fue condenado al destierro, desacató la sentencia, tomó Cartago con sus tropas y mató a diez de los senadores que le habían condenado. Sus adversarios políticos lo asesinaron por sus aspiraciones monárquicas.
Fue sucedido por Magón, quien probablemente era el cabecilla de un grupo político contrario. Durante generaciones los Magónidas constituyeron un estado similar a la tiranía, si bien su poder recayó en la fuerza militar y en la fundamentación religiosa. El gobierno y poder que ocuparon los Magónidas durante generaciones también puede equipararse al de los propios tiranos griegos, como describió Justino En el siglo V a. C., Cartago se había trasformado en un estado con una poderosa clase aristocrática poco dispuesta a dejar en manos de unos pocos los importantes cargos públicos. Tras las derrotas sufridas por los Magónidas en Sicilia ante los griegos, Cartago experimentó una revolución política impulsada por la aristocracia, quien buscó el fin del poder de las grandes familias, con la instauración de diversos nuevos órganos e instituciones. La desaparición de la tiranía de las grandes familias conllevó el desarrollo de un régimen aristocrático, controlado por dos magistrados supremos llamados sufetes, los cuales eran elegidos teniendo en cuenta sus méritos, influencia y riqueza. Desde el siglo V a. C los sufetes fueron dos y elegidos anualmente. Tenían poder judicial, administrativo y la capacidad de convocar a las dos asambleas de la ciudad, el consejo de los Ancianos y la Asamblea del Pueblo. Inicialmente también ocuparon poderes militares pero a partir del siglo V a. C. esta atribución pasó a ser específica de los generales.
Tras el fin del poder de los Magónidas su familia fue considerada maldita y fue excluida del poder. Posteriormente la familia de Hannón el Grande ganó mayor influencia ejerciendo durante algún tiempo gran poder. Su rival más importante fue Eshmuniaton considerado el líder de la facción más amplia de los Consejo de Ancianos, quien fue acusado de traición en la guerra contra Dionisio I de Siracusa en el 368 a. C..
Durante los siguientes años Cartago experimentaría diversas tentativas de establecer la tiranía. El propio Hanon intentó dar un golpe de Estado reclutando y armando a sus propios esclavos, pero fracasó. Coincidiendo con la invasión de Agatocles el tirano de Siracusa, otro general Bolmilcar, intentó hacerse con el poder utilizando a sus propios mercenarios para tomar la ciudad, pero también su golpe fue frustrado por la rápida actuación de los ciudadanos cartagineses, entre quienes destacaron los jóvenes iniciados en la instrucción militar, lo cual deja constancia del sentimiento del deber e importancia de las instituciones para los propios cartagineses. Las últimas importantes modificaciones políticas de Cartago las promovió Aníbal Barca elegido sufete en el 195 a. C., cuando aumentó las prerrogativas de la asamblea y terminó con el carácter vitalicio de los senadores.

### Organización territorial
Si bien el territorio controlado por Cartago fue amplio con numerosos vasallos y asociados, la zona propiamente colonizada por los púnicos nunca llegó a ser muy extensa. El estado se dividía entre ciudades aliadas o socias como Útica, los territorios autónomos y el imperio propiamente dicho, el cual según los mismos cartagineses contaba con unas 300 ciudades en la época de la primera guerra púnica.

Zona metropolitana y ciudades importantes.

Dentro del territorio africano y próximo a Cartago, se diferencian dos tipos de regiones distintas. El primero correspondiente a la campiña cartaginesa en donde los habitantes eran púnicos, la tierra era de su propiedad y ellos mismos la explotaban, siendo la principal región de abastecimiento y el granero de Cartago. El segundo tipo estaba bajo gobierno cartaginés pero las tierras pertenecían a los africanos asimilados, quienes debían contribuir con una serie de diezmos extraídos de sus cosechas.
La zona más rica y poblada era la llamada zona metropolitana, que corresponde a los territorios del actual estado de Túnez, que a su vez se dividía en siete circunscripciones llamadas pagi. Sus fronteras llegaban hasta las montañas númidas y los límites del Sahara. Ante la imposibilidad de someter a las tribus berberiscas que lo recorrían pastoreando sus ganados, las fronteras fueron custodiadas por una línea de puntos fortificados que cubrían el territorio. Más allá del territorio cercano a Cartago se encontraba el emporio de la Gran Sirte, un rico territorio costero en Libia. Dentro de la zona metropolitana los grandes núcleos urbanos, como Mactar, Béja, Zama o Thugga, gozaban de cierta autonomía, la administración era presidida por funcionarios cartagineses procedentes de la aristocracia, quienes a su vez eran asistidos por funcionarios de menor rango. Las ciudades más importantes de las provincias, las cabeceras de sus respectivas circunscripciones, fueron las sedes de gobernadores provinciales impuestos por Cartago y subordinados a la autoridad de un gobernador general. A su vez muchas ciudades tenían sus propias instituciones y asambleas: 

Los cartagineses [...] se crecieron en su espíritu y recorrieron sin temor África, fortificando el país y pronunciando discursos ofensivos contra los romanos en las asambleas de las ciudades.
 Apiano

Sus dominios más importantes estaban situados en el norte de África, concretamente en las costas de Numidia y Mauritania, regiones que no fueron totalmente dominadas ni tuvieron una frontera definida salvo la estrecha zona del litoral. Los límites y fronteras costeras de Cartago se establecieron con solidez y rapidez en aquellas zonas en pugna con los griegos o de gran importancia comercial; por el este los límites de la República con la Cirenaica fueron determinados después de sangrientas guerras. Estrabón citó Turris Euprantus, en la parte oriental de la Gran Sirte, como la última ciudad cartaginesa. Por la parte occidental, los límites de Cartago llegaban hasta la costa atlántica marroquí, sin que se tenga un conocimiento exacto de dónde terminaban. En Numidia y Mauritania, Cartago controlaba muchas ciudades, tales como Hipona, Hadrumeto, Leptis Minor, Leptis Magna, Tapso y Tanapé. Después de la primera guerra púnica expandieron sus dominios hacia el interior, hasta unos 240 km desde la línea costera, conquistando la ciudad más importante de los indígenas, situada en el inicio del río Bagradas, llamada Theveste.
En los dominios cartagineses las colonias tenían gran importancia, formando un verdadero imperio, entre las cuales la base más importante era Cartago Nova actual Cartagena. Sus enclaves coloniales se extendían por toda la costa sur de España, constituyendo una red de importantes establecimientos comerciales. Las Baleares fueron colonizadas desde el siglo VII a. C., sirviendo de base de operaciones contra sus enemigos, los griegos de Massalia. Ya en el siglo VI a. C. se encontraban los cartagineses establecidos en Cerdeña, donde fundaron Cagliari. En Sicilia controlaban las importantes ciudades de Lilibea, Panormo y Solocis. Se establecieron al noroeste de la isla, si bien su territorio varió debido a los conflictos con los griegos. Las pequeñas islas vecinas también les pertenecían, las Egadas, Melita, Gaulos y Cosira. En general, los indígenas habían tenido que optar entre buscar refugio en las montañas o someterse a la voluntad de los púnicos. Cartago tenía una concepción más abusiva y dura de la labor civilizadora que Roma. Las propias ciudades libio-fenicias del territorio cartaginés siempre fueron sometidas a condiciones muy duras.

### Ejército

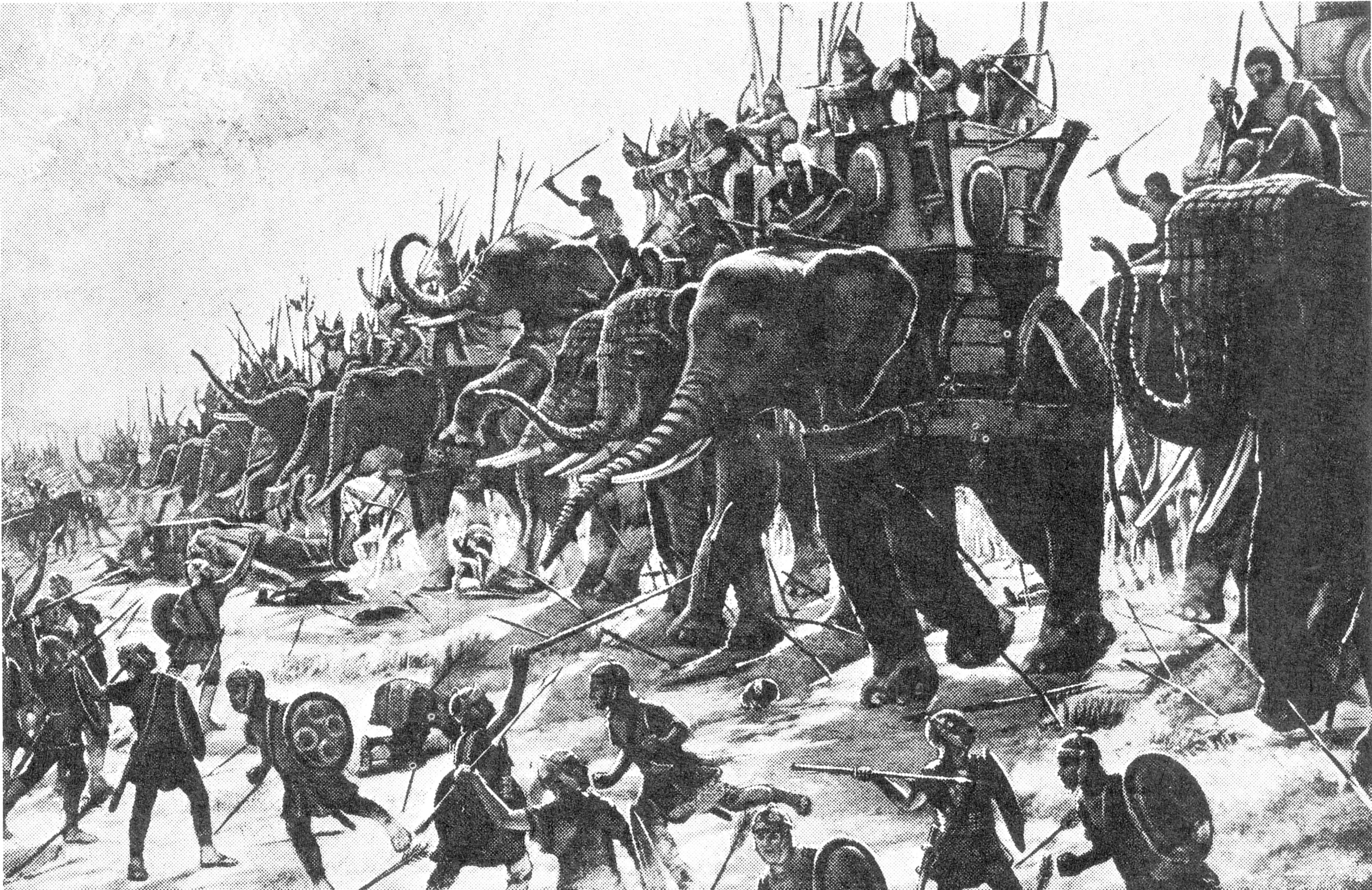
Carga de los elefantes púnicos en Zama. Ilustración de Henri-Paul Motte (h. 1890).

El poder militar fue ejercido por los magistrados sufetes hasta el siglo III a. C., y a partir de entonces se le otorgó a generales, nombrados directamente por el senado. Las obligaciones militares de Cartago estaban comprometidas por la escasa demografía del país, por lo que, si bien siempre enroló a ciudadanos en sus ejércitos, en general procedentes de los estratos mestizos libio-púnicos en su infantería; se acostumbró a enrolar gran número de mercenarios libios, bereberes, galos y sobre todo, hispanos. La aristocracia también participaba al enrolar a sus jóvenes en la legión sagrada.

### Flota
La marina púnica era la verdadera fuerza de Cartago. Durante varios siglos fue la más poderosa potencia naval del mediterráneo occidental, hasta perder su superioridad en la primera guerra púnica. La marina jugó un importante papel en su rivalidad con los helenos, impidiéndoles la creación de nuevas colonias en occidente, asegurando las rutas de comercio y estableciendo un férreo control en el paso de la importante ruta comercial del estrecho de Gibraltar.
Durante las guerras púnicas, Cartago se organizó en escuadras de doce barcos. Podía formar flotas de ciento veinte naves y en casos especiales, de más de trescientas. Según Polibio, en el 256 a. C. la flota disponía de 350 buques tripulados por más de 150 000 hombres. Su principal navío de combate era el quinquerreme, el cual contaba con una tripulación de 420 soldados y marineros de los que 270 eran remeros dispuestos en tres órdenes: dos en el superior, dos en el medio y uno en el inferior. La proa llevaba un espolón reforzado con bronce para atacar los barcos enemigos. Cerca de la proa estaba el castillo donde se ubicaban los arqueros y las catapultas. A popa dos grandes remos servían de timones. Disponía de una vela cuadrada en un mástil retráctil en el centro y otra más pequeña en la proa, para los vientos transversales. Durante los combates los barcos se desarbolaban y la propulsión se confiaba a los remeros. Las tripulaciones estaban constituidas exclusivamente por ciudadanos cartagineses, a diferencia del ejército que se nutría de mercenarios.

### Obras modernas
- Mommsen, Theodor (2003, 2005). Historia de Roma. Turner Publicaciones, S.L., RBA Colecionables, S.A. ISBN 84-473-3998-X.
- Varela, Darío (2007). Genserico, rey de los vándalos. Editorial Kódigos, Madrid. ISBN 84-934599-1-7.
- Asimov, Isaac. La república romana.
- Simón, Francisco Marco; Pina Polo, Francisco; Rodríguez, José Remesal (2005). Repúblicas y ciudadanos. Barcelona:Edicions Universitat. ISBN 8447530930.
- Lancel, Serge (1992). Cartago. Barcelona: Editorial Crítica. ISBN 84-7423-633-9.
- Huss, Werner (2001). Cartago. Madrid: Acento Editorial. ISBN 84-483-0614-7.
- Prados Martínez, Fernando, Fernando (2008). Arquitectura púnica. Los monumentos funerarios. Madrid: Consejo Superior de Investigaciones Científicas. ISBN 9788400086190.
- Huss, Werner (1993). Los cartagineses. Madrid: Editorial Gredos. ISBN 84-249-1614-X.
- Bendala Galán, Manuel (1987). «Los cartagineses en España». Historia General de España y América, vol. I.2. Madrid: Ediciones Rialp. ISBN 84-321-2119-3.
- Prados Martínez, Fernando: Introducción al estudio de la arquitectura púnica, Madrid, UAM Ediciones, 2003, ISBN 84-7477-890-5
- M’hamed Hassine Fantar: Carthage. La cité punique. Alif — Les éditions de la Méditerranée, Tunis 1995, ISBN 9973-22-019-6.
- Bénichou-Safar, Hélène: Le tophet de Salammbô à Carthage — essai de reconstitution, Roma, École Française de Rome, 2004
- Hugoniot, Christophe: Rome en Afrique — de la chute de Carthage aux débuts de la conquête arabe, Paris, Flammarion, 2000
- Croizy-Naquet, Catherine: Thèbes, Troie et Carthage — poétique de la ville dans le roman antique au XIIe siècle, Paris, Champion, 1994
- Decret, François: Carthage ou l'empire de la mer, Paris, Ed. du Seuil, 1977
- Ferjaoui, Ahmed: Recherches sur les relations entre l'Orient phénicien et Carthage, Fribourg, Suisse, Éd. Univ. [u.a.], 1993, ISBN 3-7278-0859-4
- Rawlinson, George: A manual of ancient history, from the earliest times to the fall of the Western empire, comprising the history of Chaldæa, Assyria, Babylonia, Lydia, Phœnicia, Syria, Judæa, Egypt, Carthage, Persia, Greece, Macedonia, Rome, and Parthia., Nueva York: Harper & brothers, 1871.
- Voisin, Patrick (2007). Il faut reconstruire Carthage: Méditerranée plurielle et langues anciennes. Paris: L'Harmattan. ISBN 978-2-296-02948-4.